# 4 Pułk Pancerny „Skorpion”

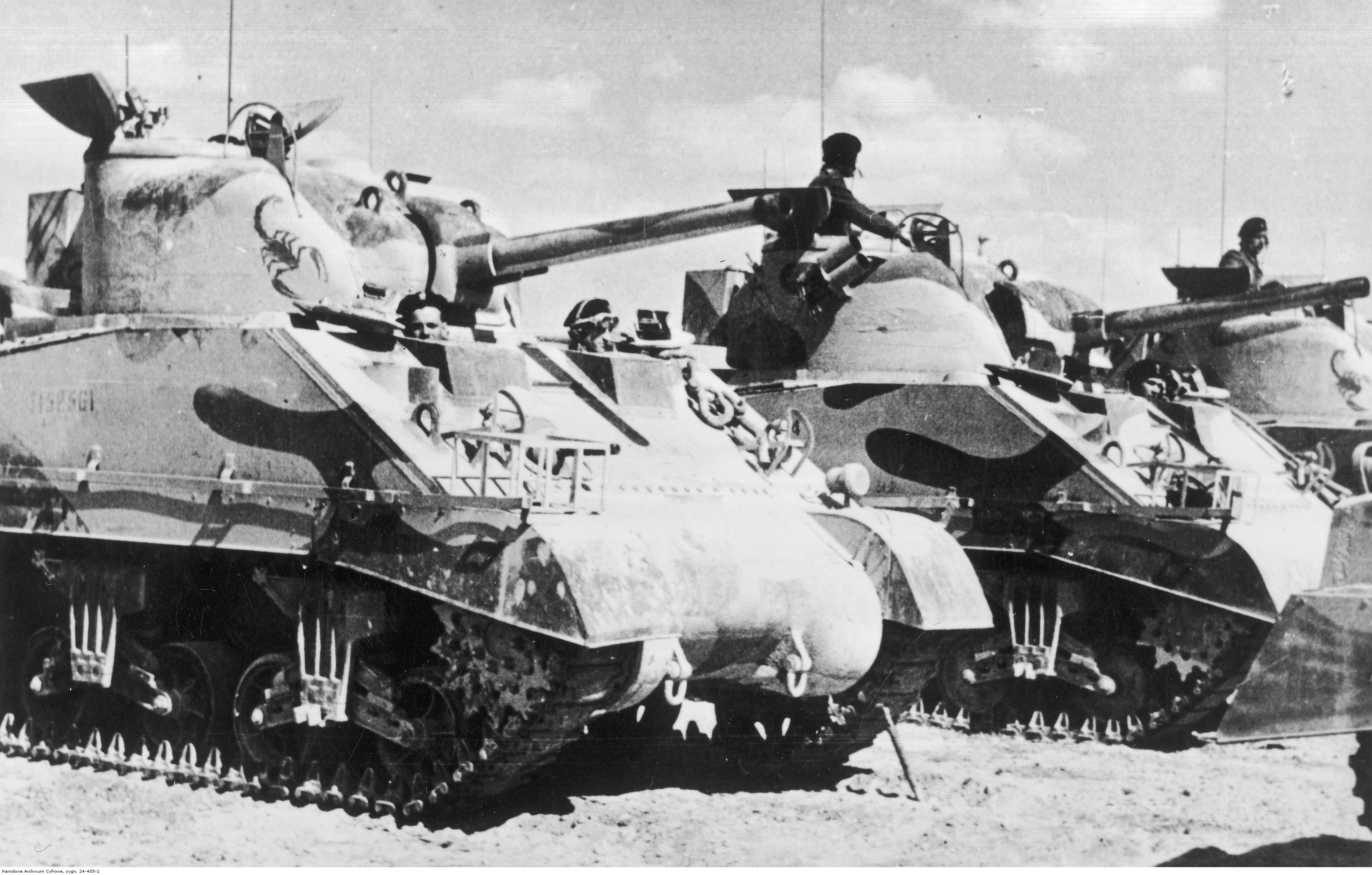
Czołgi M4 Sherman z 4 ppanc „Skorpion” w Egipcie przed defiladą; na pancerzach widoczny znak pułku

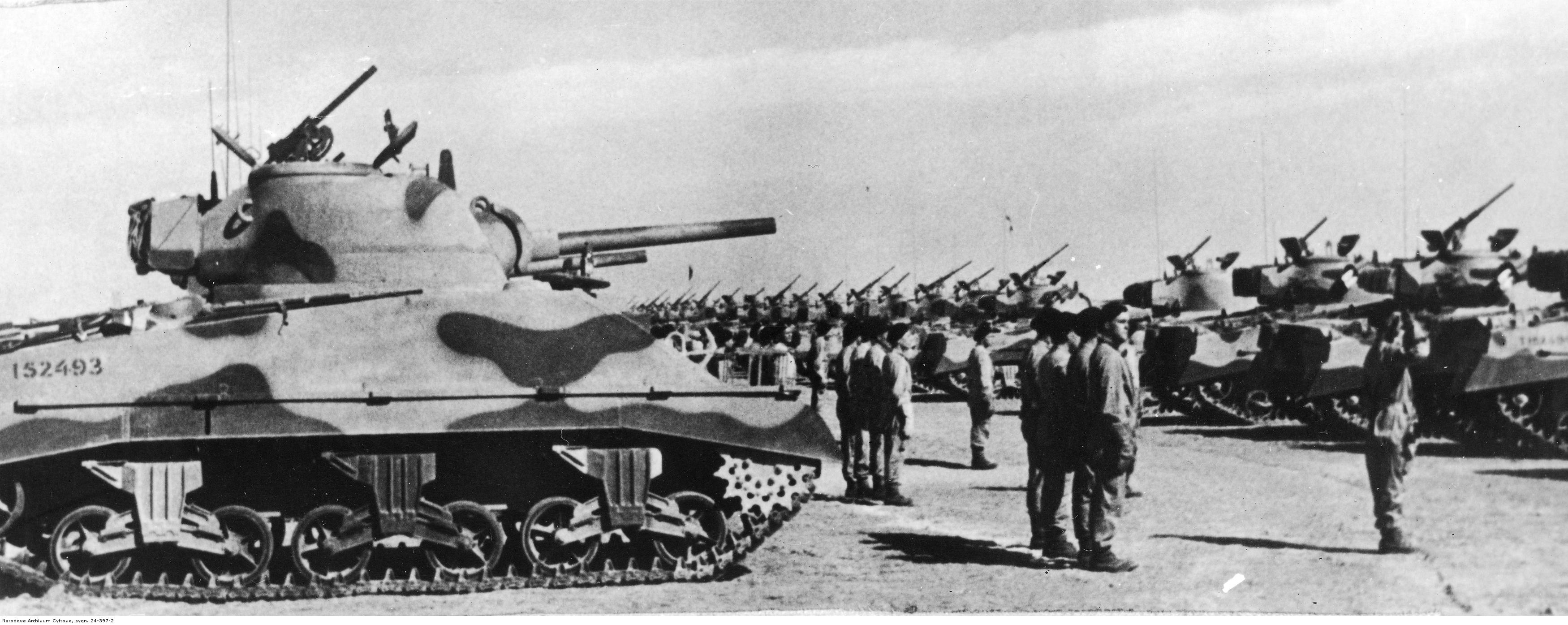
Wizyta gen. Kazimierza Sosnkowskiego w Samodzielnej 2 BPanc w Palestynie – zbiórka pododdziałów; widoczne czołgi M4 Sherman

Pułk 4 Pancerny „Skorpion” – oddział broni pancernej Polskich Sił Zbrojnych.
Pułk wchodził w skład 2 Warszawskiej Brygady Pancernej. Walczył pod Monte Cassino, nad Adriatykiem, w Apeninach i o Bolonię. 11 listopada 1966 roku nadano pułkowi Order Virtuti Militari

## Formowanie, zmiany organizacyjne i szkolenie
Pułk swoje korzenie wywodzi ze sformowanego na przełomie 1941–1942 w Karabałty (Kirgizja) Ośrodka Organizacyjnego Broni Pancernej. 26 marca 1942 ewakuowano Ośrodek Organizacyjny z ZSRR do Persji. Od 2 do 26 kwietnia ośrodek wraz z Centrum Wyszkolenia Broni Pancernej zakwaterował się na terenie Iranu w Pahlewi, Teheranie i Ahwazie. 27 kwietnia 1942 oddziały pancerne zostały zaokrętowane w porcie Abadan i poprzez Ocean Indyjski przybyły do Adenu, a dalej przez Morze Czerwone do Suezu. Dalszy transport zmierzał do Palestyny przez Al-Kantarę – Gazę do Rechowot, skąd 14 maja samochodami przewieziono żołnierzy do Gedery i Bajt Dżidża. 1 czerwca 1942 ze składu ośrodka wydzielono 1 Batalion Czołgów. Na dowódcę wyznaczony został przybyły z Londynu mjr Stanisław Gliński. Od 14 czerwca batalion przesunięty został do Egiptu i wraz z innymi jednostkami stanowił odwód Armii Nil. W tym czasie w obozie Cowley otrzymał pierwsze czołgi. Były to czołgi szkoleniowe Mk. VIB. Po kilku tygodniach batalion powrócił do Palestyny, a 4 sierpnia przemianowany został na 4 Batalion Czołgów i wszedł w skład nowo utworzonej 2 Brygady Pancernej. We wrześniu nastąpiło przegrupowanie pułku do Iraku sposobem kombinowanym. Od 6 września główne siły przegrupowały się drogą morską poprzez Morze Czerwone, Ocean Indyjski, Zatokę Perską do portu Basra, a następnie koleją przez Bagdad do Kizil Rabat. Inny, mniejszy pododdział pod dowództwem ppor. Sawickiego pomiędzy 21 sierpnia i 1 września prowadził rozpoznanie drogi z Rechowot przez Afulę, Al-Mafrak, Ar-Rutbę, Al-Habbanijję, Bagdad do Chanakin i Kizil Rabat. Łączna długość drogi marszu to 2750 km. W końcu sierpnia przybył także do Iraku, w ramach drugiej ewakuacji z ZSRR, Ośrodek Szkolny Broni Pancernej. Oddział ten (14 oficerów oraz 306 podoficerów i szeregowych) prawie w całości został wcielony do 4 Batalionu Czołgów.
We wrześniu wysyłano żołnierzy batalionu na kursy specjalne w Al-Abbasijji (Kair) w Centrum Broni Pancernej (Royal Armoured Corps), oraz w Dajr Sunajd (Palestyna) (kurs przeszkolenia taktycznego). Szkolono się również w Kizil Rabat, w Szkole Podchorążych Broni Pancernej. Wyszkolenie techniczne odbywało się w brytyjskiej bazie warsztatowej w Aleksandrii i Tall al-Kabir. Ponadto w Kizil Rabat działało Centrum Wyszkolenia Broni Pancernej. 25 lutego 1943 4 Batalion otrzymał 10 nowych czołgów typu Mk III Valentine. W celach szkoleniowych przekazano do batalionu włoskie czołgi M 13 (S.P.A.XIII) 12 kwietnia batalion ćwiczył przed Naczelnym Wodzem, gen. Władysławem Sikorskim. Były to pierwsze ćwiczenia broni pancernej na Środkowym Wschodzie połączone z ostrym strzelaniem. Pod koniec czerwca batalion przeszedł do nowego miejsca postoju w Taza-Churmatu pod Kirkukiem w celu obrony pól naftowych, gdzie 1 sierpnia 1943 został przemianowany na 4 Pułk Pancerny. 28 września drogą pustynną przez Bagdad, Al-Habbanijję, Ar-Rutbę pułk opuścił Irak i przeszedł do Gazy, do obozu wojskowego Nuseirat. Od listopada pułk zajął obóz wojskowy w El Mughazi na pustyni Negew. 21 października 1943 roku do pułku dotarły pierwsze czołgi Sherman III (M4A2). Do pułku przybyła grupa brytyjskich instruktorów, którzy podjęli wyszkolenie bojowe pułku, w tym liczne strzelania i zajęcia taktyczne. Od 16 grudnia 1943 roku pułk rozpoczął przemieszczanie się do obozu Qassasin w Egipcie. W tym obozie otrzymał pozostałe czołgi i brał udział od 14 stycznia 1944 r. w ćwiczeniach wokół Wielkiego Jeziora Gorzkiego. Po tych ćwiczeniach jako godło przybrano znak "skorpiona". 12 lutego do pułku dotarło 11 czołgów Stuart V "Recce". 13 marca pułk przybył do El Amiryia, skąd po tygodniu czołgi i ciężki sprzęt załadowano na statki w porcie w Aleksandrii, a żołnierzy 4 kwietnia w Port Said. 6 kwietnia żołnierzy pułku wyładowano w Neapolu, a ciężki sprzęt w Taranto.
Pułk walczył pod Monte Cassino, nad Adriatykiem, w Apeninach i o Bolonię. W kampanii włoskiej poległo 46 żołnierzy w tym 12 oficerów; rannych zostało 174, a zaginionych 3.
Rozkazem dziennym Nr 47 2 Brygady Czołgów z 5 czerwca 1944 roku pułk zmienił nazwę na „Pułk 4 Pancerny”.
|  |  |

## Działania bojowe pułku

### Pułk w bitwie o Monte Cassino

#### Okres przygotowawczy

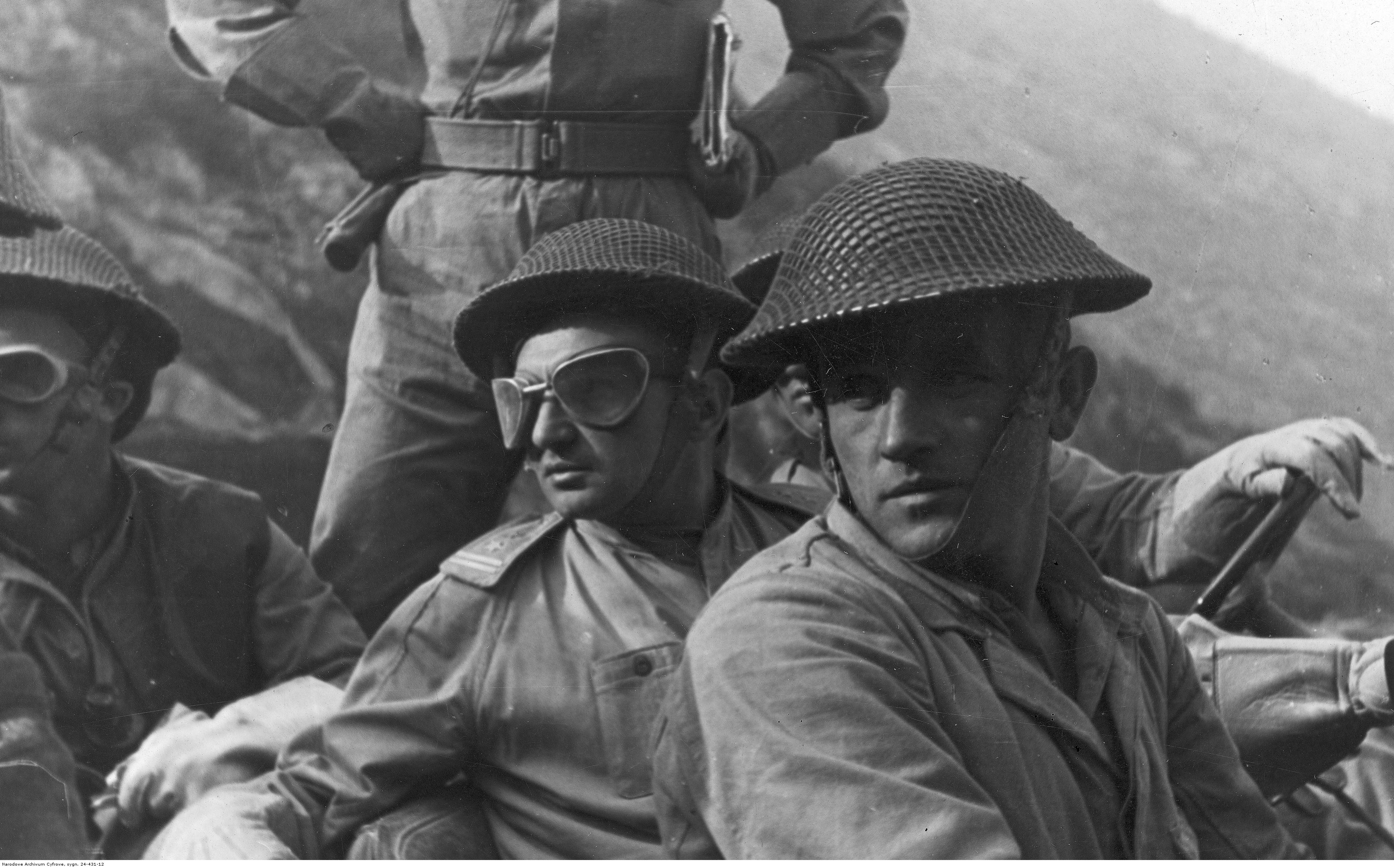
Ppłk Stanisław Gliński wizytuje zgrupowanie czołgów w „Gardzieli” pod Monte Cassino

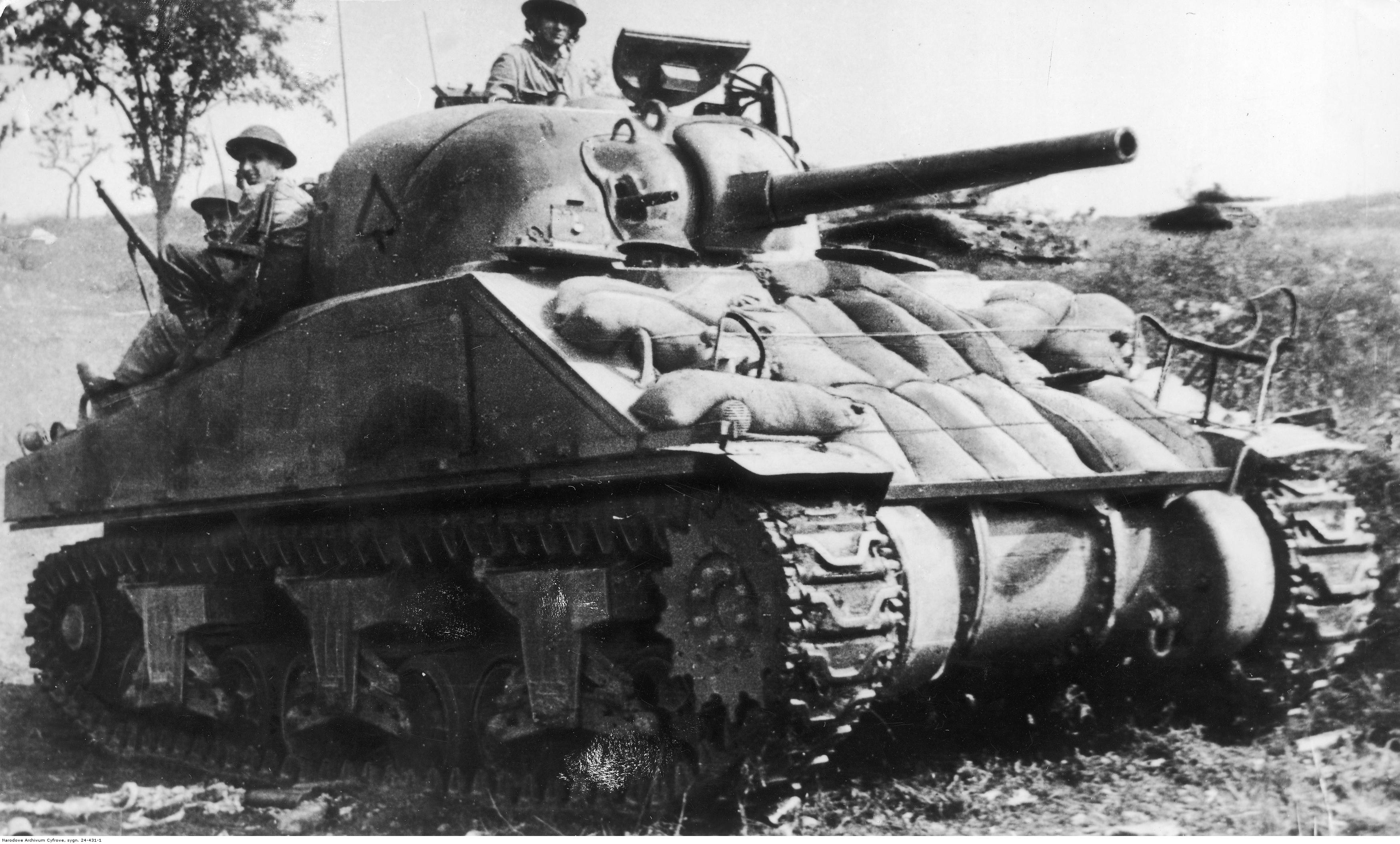
Czołg M4 Sherman por. Edwarda Budzianowskiego zmierza z saperami w kierunku „Gardzieli”

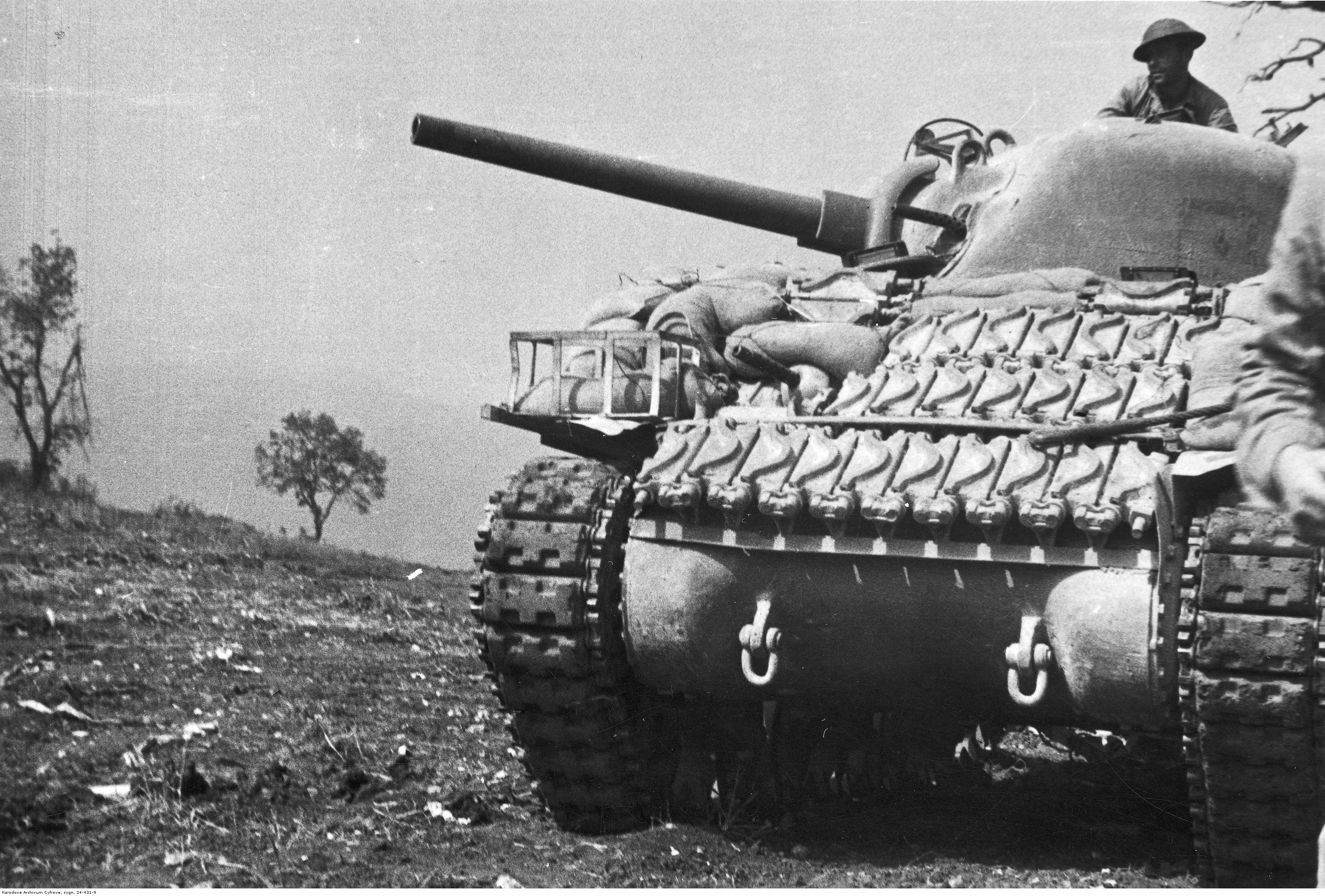
Czołg M4 Sherman ppor. Szabłowskiego z 4 Pułku Pancernego „Skorpion” na wzgórzu „Żbik”

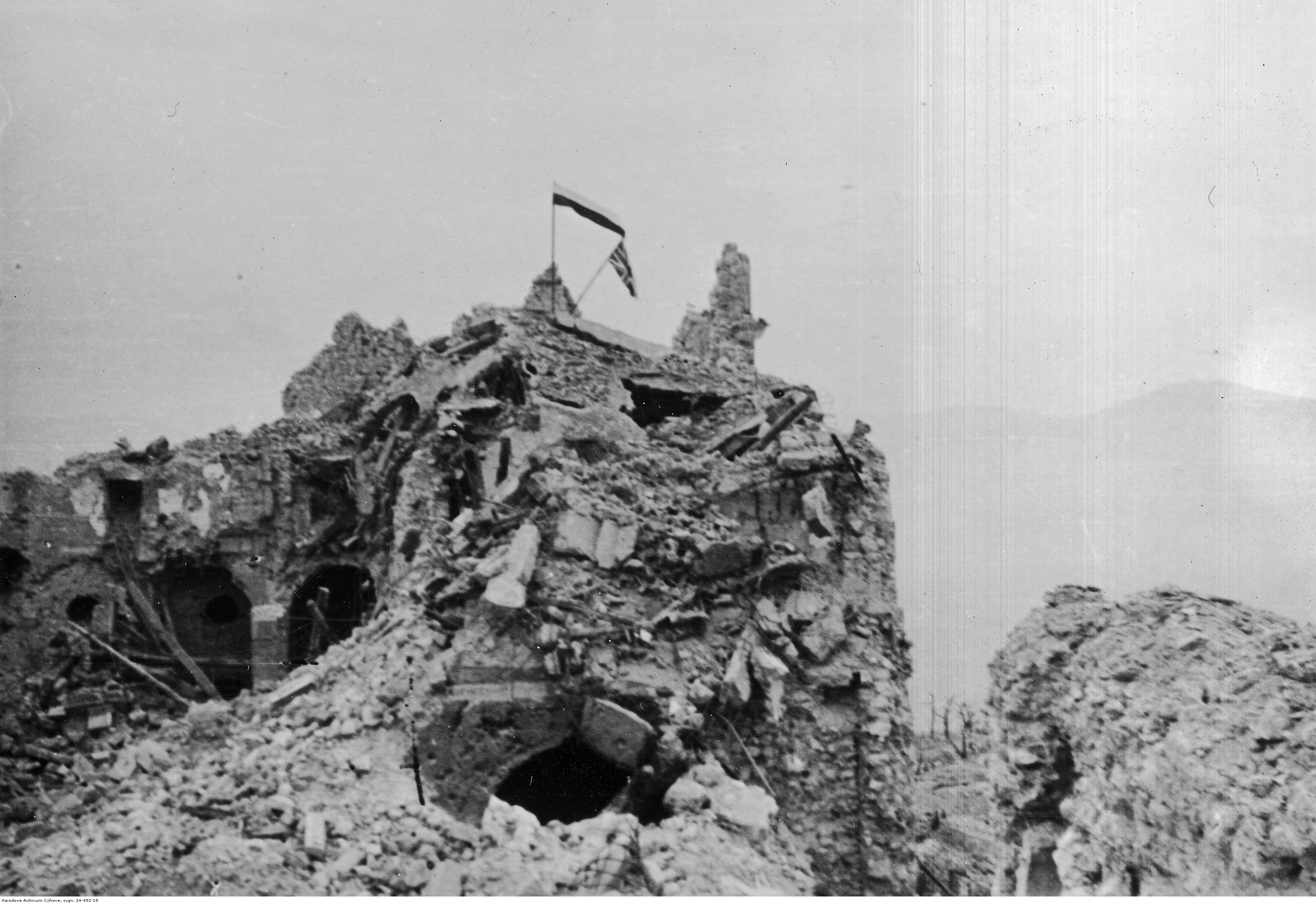
Flagi polska i brytyjska powiewające nad ruinami klasztoru na Monte Cassino

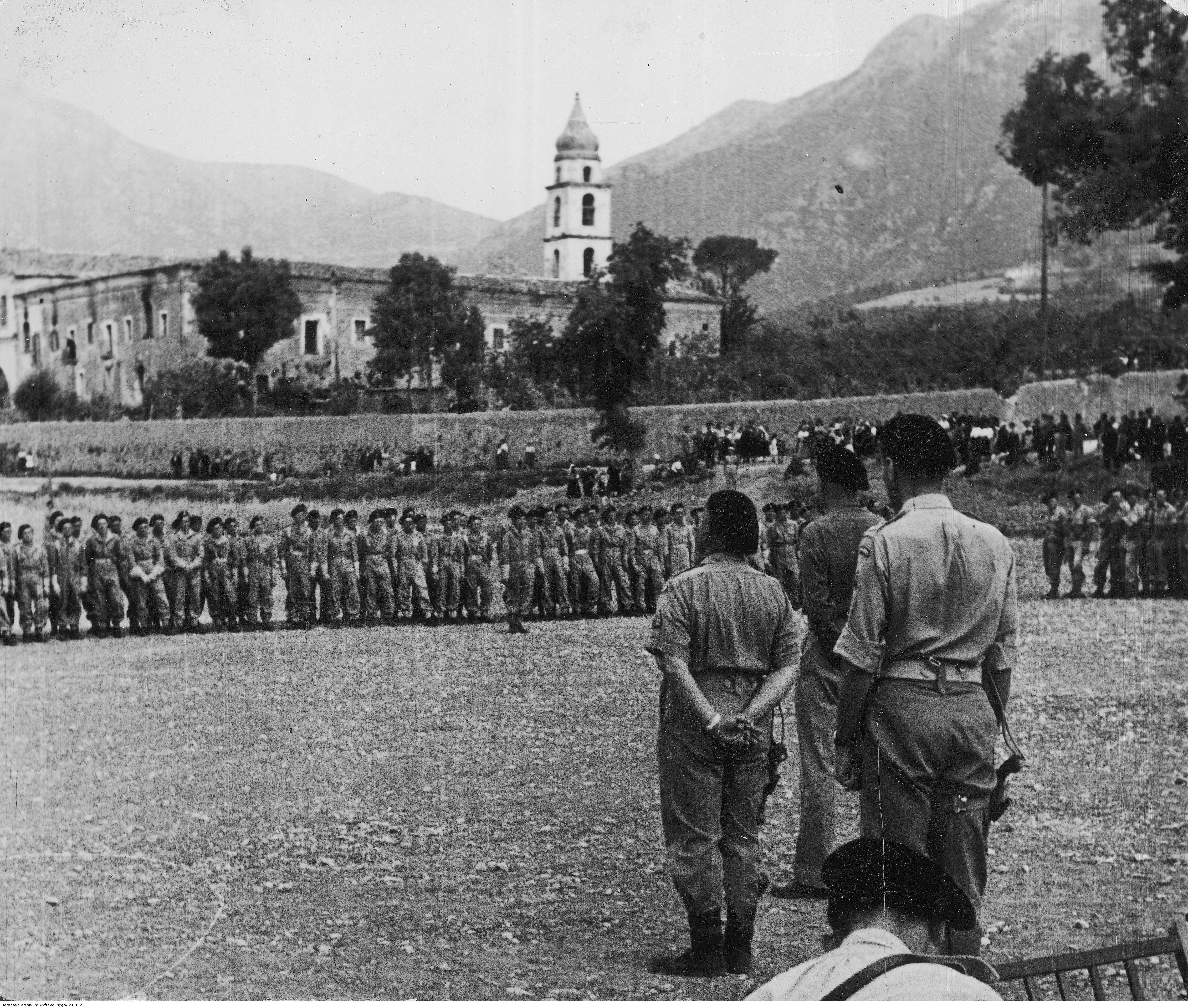
Gen. Władysław Anders dziękuje żołnierzom Samodzielnej 2 BPanc za walkę pod Monte Cassino

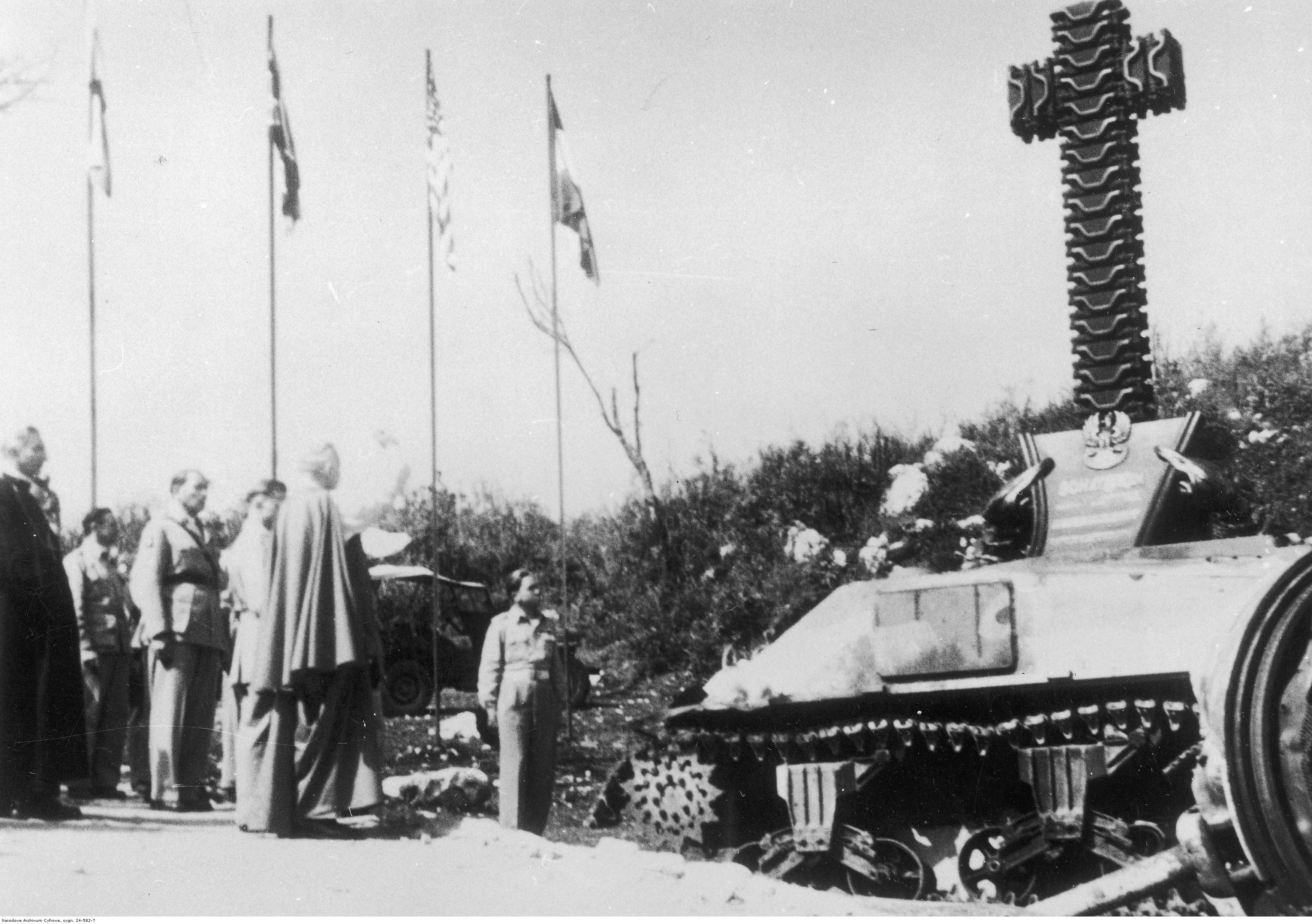
Poświęcenie pomnika 4 Pułku Pancernego „Skorpion” w „Gardzieli” pod Monte Cassino

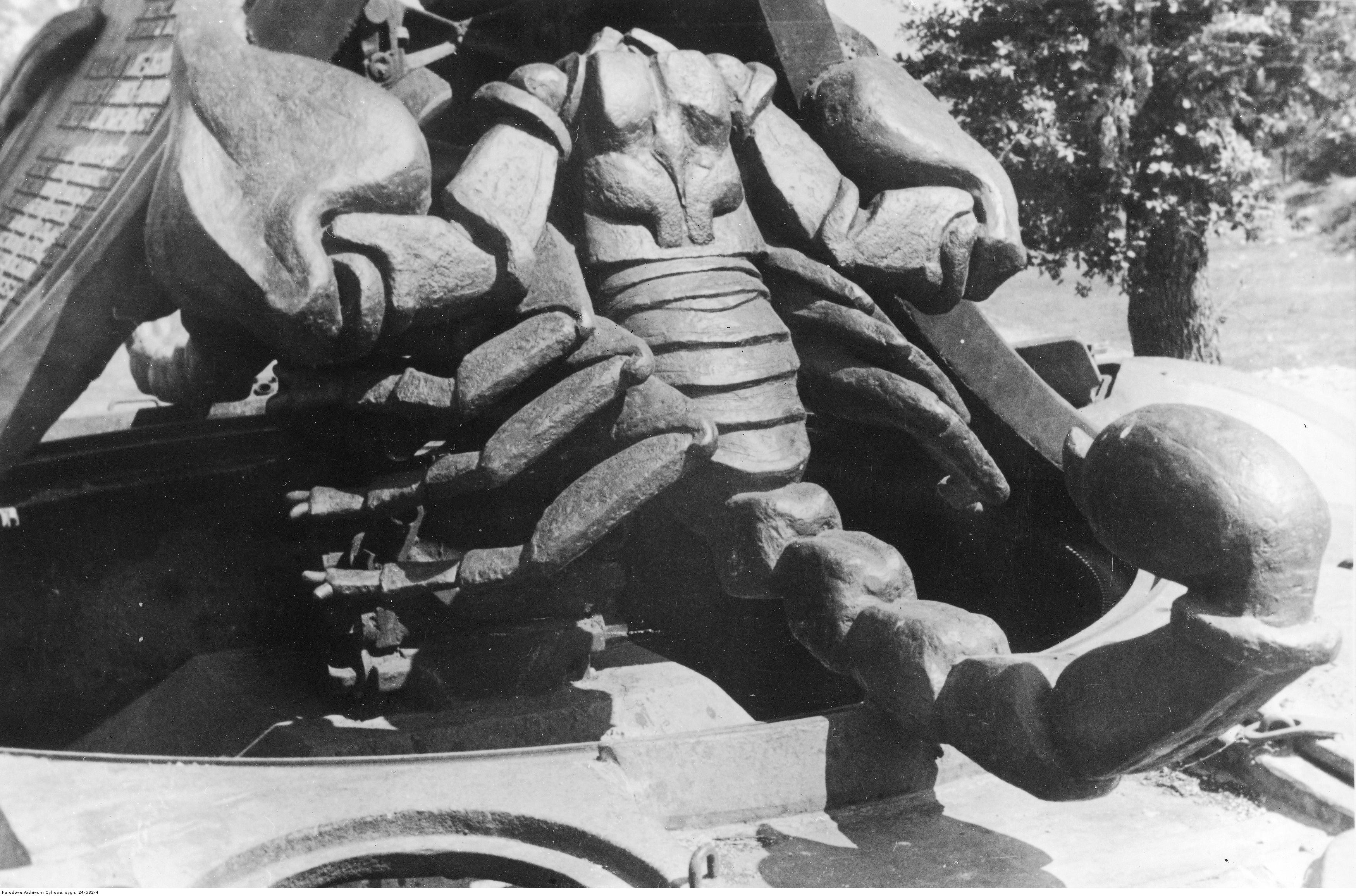
Pomnik 4 Pułku Pancernego „Skorpion” w „Gardzieli” pod Monte Cassino

2 Brygada Pancerna przybyła do Włoch jako ostatnia z wielkich jednostek. Osobno transportowane były rzuty gąsienicowe i kołowe. Oba rzuty pułku połączyły się dopiero w Villa Volturno, skąd pułk został przesunięty w rejon Capriati. Tu żołnierze przystąpili do obsługi sprzętu. Wynikłe w drodze uszkodzenia usuwane były przez patrole REP i czołówki naprawcze. Oficerowie techniczni przeprowadzili dokładne przeglądy sprzętu. Wprawdzie już w Egipcie sprzęt był w pełni sprawny, przygotowanie jego było solidne, ale z natury rzeczy musiało być ograniczone w czasie i przeprowadzone w terenie i warunkach nieeuropejskich. Odmienne warunki terenowe, zupełnie różne od pustynnych, zmusiły do przystosowania go pod kątem miejscowych potrzeb. Żołnierze pułku w około 50% służyli w polskiej broni pancernej przed wrześniem 1939 roku. Wymogi pola walki związane z postępem technicznym, zadania stawiane broni pancernej w związku z jej wzmożoną ruchliwością i spotęgowaną siłą ognia, uzależnienie powodzenia każdego działania od ścisłej współpracy z innymi broniami i służbami, zmusiły nawet rutynowanych pancerniaków, na wszystkich szczeblach, do intensywnej pracy nad sobą. Pułk szkolił załogi bojowe. Około 80% żołnierzy posiadało dwie specjalności wojskowe. W wyszkoleniu technicznym nie było braków. Wyszkolenie taktyczne było dobre, przeprowadzone jednak w dość krótkim okresie, nie obejmowało praktycznych ćwiczeń współdziałania z innymi rodzajami broni – zwłaszcza z piechotą. Ćwiczenie, przeprowadzone raz w Palestynie, któremu przyglądał się gen. Sosnkowski, nie mogło rozwiązać problemu, a aplikacyjne rozwiązywanie zagadnień, wynikających ze współpracy, dawało co prawda pewien obraz dowódcom, nie przynosiło jednak korzyści załogom pancernym, jak i żołnierzom piechoty. Dlatego, po przybyciu w rejon Capriati, 2 szwadron odszedł na ćwiczenia z 3 DSK, a 3 szwadron do 5 KDP, z którymi to wielkimi jednostkami szwadrony miały współpracować w czasie natarcia HONKER. Problem łączności, zwłaszcza w górzystym terenie, gdzie piechur ginie z oczu dowódcy pancernego, okazał się trudny już w fazie ćwiczeń. Nawiązano konieczne w wypadkach współpracy kontakty osobiste, ustalono kody znaków, zamontowano na czołgach dowódców plutonów dodatkowe radiostacje 38 (które zresztą kompletnie zawiodły w akcji), a przede wszystkim niejeden żołnierz piechoty zobaczył po raz pierwszy Shermana z bliska. W szwadronach prowadzone było ostateczne zgranie załóg bojowych. W ostatnich niemal dniach przed wyjściem pułku w rejon wyczekiwania przeprowadzono modyfikacje sprzętu pancernego. Do każdego z 52 Shermanów przyspawano na przód czołgu i gąsienice po 3 płyty pancerne. Ofiarnie pracowały: Czołówka Kompanii Warsztatowej, pułkowe LAD, szwadronowe REP i załogi bojowe. 26 kwietnia z-ca d-cy pułku kpt. Iwanowski wraz z dowódcami szwadronów kpt. Drelicharzem, kpt. Dzięciołowskim i por. Bortnowskim dokonali rozpoznania dróg dojazdowych do rejonu wyczekiwania w San Michele, gdzie w tym czasie stał kanadyjski szwadron czołgów. Następnego dnia dowódcy ustalili termin i sposób wymiany kanadyjskich załóg czołgowych obsadzających pozostawione na wysuniętej pozycji (przed pierwszą Gardzielą na drodze Polskich Saperów) Shermany nowozelandzkie.

#### Pierwsi Pancerni 2 Korpusu na linii
W dniu 28 kwietnia 1944 z miejsca postoju pułku wyjechał pluton złożony z załóg zapasowych szwadronu pod dowództwem ppor. Bobaka, by zmienić załogi kanadyjskie w wysuniętych czołgach. Pluton miał zadania przede wszystkim obronne, w razie niemieckiego natarcia miał zamknąć ogniem 1. Gardziel, prowadzić stałą obserwację przedpola i utrzymywać stałą łączność z dowódcą 14 Baonu. Załogi od pierwszej chwili pracowały w silnym ogniu artylerii i moździerzy niemieckich. Stanowiska czołgów były znane obserwatorom niemieckim, ci jednak nie wiedzieli czy Shermany te nadają się do walki, czy jak inny pozostawiony sprzęt pancerny uszkodzony w natarciu, są tylko schronami. Nie ujmując sławy bojowej poprzednim załogom wysuniętych czołgów trzeba stwierdzić, że czołgi, w chwili przyjęcia przez polskie załogi, nie nadawały się do akcji. Broń i pokrętła celownicze uszkodzone, akumulatory zupełnie wyładowane, home lite nie działały – to musiały załogi naprawić, by móc wykonać swoje zadanie. Przy czołgach w dzień nie można było pracować, bo stanowiska były pod obserwacją, silników nie wolno było uruchamiać, a wszelki ruch był surowo wzbroniony przez dowódcę 14 batalionu.
Nocą wymieniono akumulatory i zepsute części, uszkodzenia usunięto, a silniki sprawdzono w czasie wywołanego na specjalną prośbę dowódcy plutonu, ognia artyleryjskiego.
Co noc dostarczano dla tych załóg zaopatrzenie z S.Michele, a oni pracowali, pełnili swoje zadanie, trwali pod ciągłym ogniem do 18 maja. Dowództwa na wysuniętych pozycjach obiegały niesprawdzone wiadomości, że na zachód od Mass-Albanette są jakieś czołgi niemieckie, co stwarzało specjalne warunki pracy dla dowódców Shermanów, którzy za wszelką cenę starali się usprawnić i opanować przejęty sprzęt. Dla czołgisty sprzęt jest nie tylko opancerzonym środkiem transportowym broni i załogi, ale przede wszystkim ma, w jego pojęciu duszę, którą czołgista musi umieć wykorzystać do wypełnienia zadań.
1 maja 3 szwadron wysłał 1 pluton do rejonu Car-Park z zadaniem ubezpieczenia na kierunku Cairo-Villa. Pluton ten podlegał dowódcy 6 Lwowskiej Brygady Piechoty. Załogi pełniły swoje zadanie do dnia 11 maja, prawie stale pod ogniem artylerii i moździerzy nieprzyjaciela.

#### Rozpoznanie terenu przed akcją
Działanie na odcinku Monte Cassino miało być zaskoczeniem dla nieprzyjaciela, z tego to powodu ograniczono do minimum patrolowanie przedpola i wszelki ruch na własnych pozycjach, będących pod doskonałą obserwacją nieprzyjaciela. Wgląd w teren działania nadchodzącej akcji z polskich punktów obserwacyjnych był znikomy. Prace nad terenem działania oparto w głównej mierze na zdjęciach lotniczych, które dawały obraz możliwości ruchu i działania. Fakt, że czołgi amerykańskie doszły pod Widmo i Mass-Albanetta był podstawą wyjściową w rozważaniach nad terenem. Pozycja czołgów amerykańskich stwarzała niewątpliwy pewnik, że Niemcy, licząc się z działaniem czołgów na tym kierunku, musieli oprócz licznych pól minowych, przygotować inne przeszkody lub wprowadzić broń ppanc. Działania czołgów niemieckich w rejonie Mass-Albanetta była bardzo problematyczna, zdjęcia bowiem wykazały, że nie było w tym rejonie drożyn dojazdowych. Jednak ówczesna technika prac saperskich, zwłaszcza na odcinku ustabilizowanego frontu, mogła zgotować niespodzianki. Teren zajęty przez własne oddziały, górzysty, o kamienistych zboczach, obrazował w dużej mierze to, z czym musiały się spotkać załogi czołgów po tamtej stronie frontu. Stworzono dwie grupy rozpoznawcze z dowódcami szwadronów i plutonów, które miały działać jako czołowe. Prace bazowano na stanowiskach obserwacyjnych 14 batalionu, stanowiskach 3 wysuniętych czołgów, obsadzonych pułkowymi załogami i stanowiskach 3 batalionu. Kpt. Dzięciołowski, z grupą oficerów 3 szwadronu, liczył się z wyjściem na Widmo, kpt. Drelicharz penetrował i szukał możliwości objazdu zniszczonej drogi z Mass-Albanetta do Klasztoru, por. Bortnowski pracę swoją musiał oprzeć wyłącznie na zdjęciach lotniczych. Dowódcy szwadronów bojowych zgadzali się, że działać można tylko jednym plutonem. Dopiero rejon Mass-Albanetta pozwalał na szersze rozwinięcie. Wszystko zresztą uzależniali od prac własnych saperów nad rozminowaniem przejść i usunięciem przeszkód terenowych w postaci dużych głazów. Problem ścisłej współpracy z saperami urastał do jednego z ważniejszych zagadnień. Poważne trudności przedstawiała kwestia zaopatrzenia. Zmuszało to dowództwo pułku do wybrania dodatkowego punktu amunicyjnego w takim miejscu, z którego będzie można szybko dostarczać ją do czołgów operujących na Mass-Albanetta. Rozpoznano pod względem działań czołgowych kierunek północny, jako przypuszczalny dla pułku z chwilą niemieckiego przeciwnatarcia na prawe skrzydło Korpusu.
Prace związane z wprowadzeniem pułku w rejon wyczekiwania (S.Michele) i rozpoznaniem przez dowódców zaczęły się 28 kwietnia. 1 maja odchodzi z S. Michele kanadyjski szwadron czołgów, a instaluje się tam rzut dowodzenia pułku – na razie z kpt. Iwanowskim.
Zadanie pułku i szwadronów
W natarciu HONKER miały wziąć udział: 2 szwadron (dowódca kpt. Drelicharz), współdziałający z 3 DSK i 3 szwadron (dowódca kpt. Dzięciołowski), działający na korzyść 5 KDP. 1 szwadron (dowódca por. Bortnowski) przydzielony został do 17 Lwowskiego Batalionu Strzelców i stanowili odwód dowódcy Korpusu. Szwadrony przydzielone do dywizji otrzymały zadanie: wspierania ruchem i ogniem natarcia piechoty na jej kierunkach, a po opanowaniu celów natarcia przez piechotę pomóc jej przy konsolidacji. Szwadron 1, jako odwód, miał być gotowy do działania w S. Michele na kierunku północnym, oraz do ewentualnego wzmocnienia dywizji.
Zadanie bojowe 3 szwadronu
1 pluton miał postawione zadanie: 11 V 44, godz.23.00 wyjść z rejonu CAR PARK drogą Cavendish i działać na korzyść 3 DSK na Mass Albanetta, ubezpieczyć zgrupowanie piechoty i trwać tam, aż do nadejścia 2 szwadronu, działającego na korzyść 3 DSK. 2 pluton miał za zadanie: 11 maja o 23:30 wyjść z rejonu S.Michele, przejść do rejonu Cairo, gdzie współdziałać z Pułkiem Ułanów Karpackich w przypadku natarcia nieprzyjaciela z kierunku Terelle-Cairo. Pluton ten podlegał dowódcy 6 Lwowskiej Brygady Piechoty. 3 pluton – zadanie: 11 maja, godz.23:30 wyjść z rejonu S.Michelle do rejonu Portella, gdzie pozostać do dyspozycji dowódcy 5 KDP. Reszta szwadronu, pod dowództwem kpt. Dzięciołowskiego, w składzie 4 pluton i czołgi dowodzenia, wyjść z rejonu S.Michelle 11 maja o godz.23:30 drogą M.Villa-Cavendish, wesprzeć natarcie 5 Brygady Wileńskiej na Widmo, skąd wspierać ogniem na wzgórze 575, oraz Balkon.
Zadanie 2 szwadronu

Wejść całością w rejon Mass Albanette (gdzie 1 pluton 3 szwadronu) wesprzeć ogniem działanie 1 BSK, a w drugiej fazie natarcia wesprzeć ogniem i ruchem działania 2 BSK na klasztor. Dla wykonania zadania szwadrony 2 i 3 otrzymały wsparcie po jednej baterii ppanc, na shermanowskich podwoziach, a dla torowania drogi czołgom przez pola minowe i przeszkody terenowe i przeciwczołgowe przydzielono do pułku trzy kompanie saperów Korpusu pod dowództwem mjr. Witkowskiego. Dnia 12 maja 27 czołgów -Shermany nowozelandzkie miały być obsadzone załogami pułku. Ażeby nie doszło do niepotrzebnych powikłań (zwłaszcza, że szwadrony miały działać na korzyść dwu dywizji) powierzono koordynowanie współpracy między saperami i bateriami ppanc. kpt. Iwanowskiemu, zastępcy dowódcy pułku.

#### Przebieg działania

##### Na podstawach wyjściowych
Szwadron 3, 2 czołgi szwadronu dowodzenia, 2 szwadron i dwie baterie ppanc. wychodzą z rejonu S.Michelle, zgodnie z tabelą marszu R.R. o 23:30. Ruch czołgów odbywa się w czasie nawały artylerii własnej. 3 szwadron zostawia w Portelli 3 pluton, a w rejonie Cairo 2 pluton. 1 pluton 3 szwadronu, pierwszy wyjeżdża po Cavendish Road i osiąga podstawę wyjściową o 1:30.
Ruch na Cavendish duży: uszkodzenie sprzętu na drodze musiało spowodować niebezpieczny w tych warunkach zator i popsuć tabelę marszu. Bantamy ciągnące 6-funtowe działa powodują opóźnienie ruchu. Jeden czołg 2 szwadronu na skutek uszkodzenia silnika, zamyka na pewien czas ruch po Cavendish. Czołg zepchnięto w przepaść. Ostatecznie rejon podstawy wyjściowej (tam gdzie stały czołgi nowozelandzkie) osiągnięto o 4:30, w sile: 2 czołgi dowodzenia, 4 czołgi 3 szwadronu (2 czołgi ugrzęzły po drodze na skutek złej widoczności i oślepienia kierowców ogniem artylerii), 15 czołgów 2 szwadronu.

##### Działania czołgów
Pluton, który miał współdziałać z 3 DSK na Mass Albanetta (w grupie kpt. Orłowskiego), dochodzi do pierwszej gardzieli przed Widmem o godz.02.00. Pluton dostaje silny ogień artylerii i moździerzy. Saperzy, którzy mieli rozminować drogę do drugiej gardzieli, nie mogą wyjść za pierwszą. Dostają silny ogień – nie mają osłony piechoty. Trasa dla czołgów jest niezbyt wyraźnie oznaczona. Na skutek tego i złej widoczności, jeden czołg zjeżdża z drogi i grzęźnie. Drugi czołg, trafiony pociskiem artyleryjskim w silnik, zaczyna się palić. Ostatni czołg dowódcy plutonu manewruje w gardzieli, zajmuje stanowisko
ogniowe, ugodzony pociskiem artyleryjskim w gąsienice, staje się niezdolny do ruchu. Saperzy przydzieleni do pułku, bardzo ciężko pracują. W nocy poprzedzającej natarcie rozminowali własne pola minowe, na skutek niecałkowitego ich rozpoznania, dwa czołgi zostały uszkodzone na własnych minach. Min między pierwszą gardzielą a drugą było bardzo dużo. Saperzy pracują pod ogniem wszelkich broni npla, przed świtem 12 maja, na skutek poniesionych strat, zostali wycofani. Droga do drugiej gardzieli jest nierozpoznana, ale według meldunku dowódcy kompanii saperów wejście na Widmo jest możliwe. Przed świtem, dowódca zgrupowania czołgów kpt. Iwanowski otrzymuje od dowódcy 5 BP meldunek sytuacyjny: oddziały własne opanowały Widmo i wzgórze 593 – droga dla czołgów otwarta. Kpt. Iwanowski rozkazał dowódcy 3 szwadronu wykonać swoje zadanie, informując go o sytuacji i wynikach prac saperskich. O 5:00 12 maja 4 pluton (2 czołgi) oraz pluton dowodzenia (2 czołgi) 3 szwadronu dochodzą do rejonu postawy wyjściowej piechoty na Widmo. Dowódca szwadronu wykonuje ruch w ugrupowaniu: pierwszy – dca 4 plutonu ppor. Białecki, drugi czołg plutonu, po tym czołg dowódcy szwadronu i ostatni czołg oficera zwiadowczego szwadronu. Chce zająć stanowiska na Widmie i wesprzeć ogniem piechotę w działaniu na 575 i Balkon. Widoczność bardzo słaba. Ruch czołgów wykonywany jest pod silnym ogniem. Czołg pierwszy dochodzi na wysokość drugiej gardzieli i tu wjeżdża na wiązankę min. Czołg zapala się, amunicja detonuje, giną pierwsi pancerni. Pozostałe czołgi, nie mając łączności z piechotą, oraz wobec złej widoczności, zatrzymują się na stanowiskach ogniowych, zamykając ogniem gardziel. Tymczasem meldunki piechoty o sytuacji na przedpolu, które otrzymuje kpt. Iwanowski, są sprzeczne. Nie można wykorzystać siły ognia czołgów, które z Widma i z 593 otrzymują silny ogień broni maszynowej – przecież tam miała być własna piechota. Szwadron 3 zamyka ogniem obie gardziele, pozostaje na stanowiskach do nocy. Dowódca dowiaduje się, że własna piechota wycofała się na poprzednie stanowiska i przeszła do obrony. Kpt. Iwanowski ściąga czołgi w rejon podstawy wyjściowej. Przez cały czas akcji w dniu 11 maja i 12 maja zgrupowanie czołgów jest pod bardzo silnym ogniem moździerzy i ciężkiej artylerii npla. Straty w ludziach wynoszą: zabici – 1 oficer, 4 szeregowych, ranni – 2 oficerów (lekarze) 5 szeregowych. Straty w sprzęcie – 4 czołgi niezdolne do akcji. Rozkazem Dowódcy Korpusu z 12 maja szwadron 1 wraz z batalionem ppanc. przechodzi pod dowództwo dowódcy Pułku 4 Pancernego.
13 maja kpt. Iwanowski, na skutek zmienionej sytuacji (niepowodzenia pierwszego natarcia) obejmuje dowództwo zgrupowania pancernego w składzie : czołgi 2 i 3 szwadronu, czołgi nowozelandzkie, dwie baterie ppanc SP i bateria 6-funtowych dział ppanc. Zorganizowanie ubezpieczonego postoju i nie zdawanie się na ubezpieczenie własnej piechoty okazują się słuszne, bo około 5:30 13 maja patrole npla podeszły w rejon stanowisk czołgów na odległość 400 m. Czołgi ubezpieczające otwierają ogień i npl wycofuje się bezładnie.
Dowódca zgrupowania pancernego wysyła własnych oficerów łącznikowych do dowódcy piechoty, celem usprawnienia łączności. Rejon czołgów jest ustawicznie ostrzeliwany przez npla. Wobec braku wiadomości o sytuacji na przedpolu kpt. Iwanowski prosi o współpracę piechotę, chce bowiem rozpoznać rejon drugiej gardzieli i uzyskać wgląd na Mass Albanetta. Piechoty jednak nie może otrzymać. Wysyła 4 czołgi 2 szwadronu, które osiągają 14 maja o 17:00 rejon drugiej gardzieli z wglądem w rejon Mass Albanetta. Czołgi na stanowiskach ogniowych prowadzą ogień do wykrytych bunkrów, nie mogą się dalej posuwać na skutek min.
Dowódca 2 szwadronu wymienia czołgi na drugiej gardzieli, pierwszym bowiem kończy się
amunicja – prosi o saperów i piechotę. Jest on zdania, że w wypadku otrzymania tej pomocy, czołgi mogłyby działać ogniem na cały rejon Mass Albanette i na stanowiska npla za tym rejonem.
Ponieważ w międzyczasie anulowano przydział 3 kompanii saperów do Pułku, a przydzielono po plutonie do każdej Wielkiej Jednostki, które były odpowiedzialne za doprowadzenie czołgów w ich pasie działań, czołgi czekają długo na saperów. Gdy ci rozpoczęli prace, dostają silny ogień npla z Widma i z 593. Czołgi niszczą wykryte źródła ogni npla. Saperzy rozminowali gardziel z naszej strony. W wyniku akcji w tym dniu, rozpoznano drugą gardziel, południowy stok Widma i częściowo rejon Mass Albanetta. Na noc czołgi zajmują stanowiska ogniowe przed gardzielą.
Straty w ludziach: zabici – 1 oficer, ranni – 1 oficer, 5 szeregowych. Straty w sprzęcie: 2 czołgi uszkodzone na minie.
15 maja dołączają do 3 szwadronu jego dwa plutony, w rejon zgrupowania na podstawie wyjściowej zostały oprócz tego przesunięte 3 czołgi Stuart dla użytku saperów. Jeden z czołgów 3 szwadronu zostaje na Cavendish Road uszkodzony i na rozkaz władz R.R. strącony w przepaść. W dniu tym Dowódca Pułku ppłk Gliński daje osobiście instrukcje i rozkazy, dotyczące montowanego na dzień następny natarcia, które ostatecznie przesunięto na 17 maja, a 16 maja o 19:40, z rozkazu zastępcy dowódcy 5 KDP płk. Rudnickiego, 3 szwadron wykonuje wypad na Widmo. Cel: osłabienie obrony, zniszczenie bunkrów. Wypad ma powodzenie. Czołgi dochodzą pod Widmo i do godz.22.00 kładą bardzo silny ogień na wykryte bunkry npla po czym zajmują poprzednie stanowiska. Straty w sprzęcie: 1 czołg uszkodzony na minie.
Zdolnych do akcji na dzień 17 maja w zgrupowaniu jest:
1 czołg szwadronu Dowodzenia, 14 czołgów 2 szwadronu, 10 czołgów 3 szwadronu, 3 czołgi nowozelandzkie, 3 Stuarty, 4 działa ppanc. S.P., 1 czołg Valentine, most nożycowy. W międzyczasie dwa plutony 1 szwadronu przejmują zadanie zabezpieczenia kierunku Cairo-Terelle i przesuwają się w rejon M.Cairo.
17 maja, w ramach ogólnej operacji, o 7:00 ruszają czołgi do natarcia z zadaniem: 3 szwadron, jako czołowy, ma wejść na Widmo, opanować je i wspierać piechotę ogniem na 575 i wzgórze Balkon. 2 szwadron ma przejść przez drugą gardziel, opanować ją, zdobyć Mass Albanetta i dalej wspierać ogniem piechotę 3 DSK. 3 szwadron, w czasie wchodzenia na Widmo, dostaje silny ogień moździerzy i broni z bunkrów. Czołgi, w terenie niezmiernie ciężkim (głazy i pochyłość stoku) boksują gąsienicami, ale rozkaz jest: wejść za wszelką cenę. O 11.00 bez własnej piechoty i pomocy saperów, pluton 3 osiągnął Widmo. Czołgi biorą kilkunastu jeńców, których przekazano następnie patrolowi piechoty. Obserwacja jednak i prowadzenie ognia są utrudnione, bo na czołgach kładą się raz po raz silne nawały artylerii i moździerzy npla. Pancerni granatami ręcznymi wypędzają Niemców z kryjówek. Czołgi trwają na stanowiskach ogniowych do zmroku, prowadząc ogień na wykryte cele. Na noc schodzą do podstawy wzgórza Widmo, na postój ubezpieczony.
Jednocześnie szwadron 2 osiąga rejon drugiej gardzieli i prowadzi bardzo silny ogień na podnóże wzgórza 593, na ruiny zabudowania Mass Albanette i rejon kotliny. Dalszy ruch czołgów 2 szwadronu został wstrzymany wobec niewytyczenia i nierozbrojenia drogi. Natężenie ognia npla w tym rejonie bardzo duże. Należy nadmienić, że tylko dwa czołgi mogły z gardzieli prowadzić skuteczny ogień w rejon Mass Albanetta. Droga została oczyszczona dopiero z 17 na 18 maja, dzięki bardzo ofiarnej pracy saperów. Ponieważ czołgi obydwu szwadronów zostają na noc na wysuniętych stanowiskach, zaś załogi są pomęczone całodzienną akcją i brak jest osłony własnej piechoty – dowódca pułku wysyła celem zapewnienia osłony czołgom, ochotniczy oddział sformowany z załóg zapasowych i patroli REP, który o 20.00 zajmuje stanowiska przed czołgami. Dla wzmocnienia czołgów 2 szwadronu dowódca pułku wysłał na rozkaz dowódcy 2 Brygady Pancernej w godzinach wieczornych, 8 czołgów 1 szwadronu pod dowództwem por. Bortnowskiego.
Na miejsce 1 szwadronu, jako odwodowego, przybył w rejon San Michele 3 szwadron 6 Pułku Pancernego Dzieci Lwowskich i przeszedł pod rozkazy Dowódcy Pułku 4 Pancernego.
Straty w ludziach w tym dniu: zabici 1 oficer, 1 szeregowy, ranni – 2 oficerów, 2 szeregowych. Straty w sprzęcie: 4 czołgi uszkodzone na minach.
W ciągu nocy silny ogień artylerii npla w rejon czołgów trzech szwadronów. Po oczyszczeniu drogi za drugą gardzielą, szwadrony 2 i 1 przechodzą o świcie dnia 18 maja, w rejon zabudowań Mas Albanetta. 2 szwadron zajmuje stanowiska na drodze do Klasztoru, 1 szwadron – koło ruin. Plutony prowadzą przez cały czas ogień na wzgórze 575, wspierając naszą piechotę. 3 szwadron zajmuje od świtu stanowiska ogniowe na Widmie, skąd wspiera ogniem działanie piechoty. W godzinach popołudniowych, organizując odprawę dowódców szwadronów dla omówienia sytuacji, ginie kpt. Iwanowski. Ranni zostają: dowódca 2 szwadronu, dowódca 1 szwadronu (umiera w GPO). Straty: zabici – 2 oficerów, 1 szeregowy, ranni – 2 oficerów, 6 szeregowych. Dowódcą zgrupowania czołgów w rejonie Mass Albanetta zostaje kpt. Dzięciołowski.
19 maja dowódca 3 szwadronu otrzymuje rozkaz wysłania szwadronu drogą przez Mass Albanetta i zejścia z gór w kierunku Villa S.Lucia z zadaniem współdziałania z piechotą w dalszym natarciu. Wobec niemożności zejścia tą drogą natychmiast, mimo pomocy saperów (dowódca saperów ocenia prace na kilka dni), dowódca 3 szwadronu prosi dowódcę 5 KDP o możność wykorzystania do tego celu drogi Cavendish i dróg do szosy Nr 6. Odpowiedzi na prośbę nie ma. Rozkaz zmieniono o tyle, że zadanie działania na Villa S.Lucia i Piedimonte zostają powierzone 1 szwadronowi czołgów, który ma przejść drogą przez Mass Albanetta. Rozpoznanie przeprowadzone przez 1 szwadron stwierdza, że droga ta absolutnie nie nadaje się do ruchu czołgów. Według nowego rozkazu, 1 szwadron przechodzi do dyspozycji płk. Nowiny-Sawickiego, dowódcy odcinka obronnego, a pozostałe dwa szwadrony przesunięte zostają do S.Michele Szwadron 3 Pułku 6 Pancernego wraca pod rozkazy swojego dowódcy. Po wykonaniu zadania, dnia 20 maja, szwadrony 2 i 3 schodzą drogą Polskich Saperów do rejonu wyczekiwania S.Michele. Szwadron 1 zostawia jeden pluton w rejonie M.Cairo, pozostałe zaś czołgi przechodzą na życzenie dowódcy odcinka obronnego, również do S.Michele, pozostając w pogotowiu.
Straty Pułku 4 Pancernego w natarciu Honker:
zabitych -5 oficerów, 8 szeregowych, rannych – 8 oficerów, 27 szeregowych.
Straty w sprzęcie: 12 czołgów Sherman, 1 czołg Stuart, 1 Scout-car. Do reperacji i ewakuacji nadawało się 8 czołgów Sherman.

#### Omówienie zabezpieczenia działań

##### Naprawa sprzętu
Sprzęt pancerny, jak np. chłodnice, gąsienice, rolki, naprawiany był w czasie akcji przez patrole REP i Czołówkę Naprawczą Pułku. Prace wykonywano pod ogniem artylerii i moździerzy npla.

##### Łączność
Szwadrony pracowały na własnych częstotliwościach z tym, że jeden lub dwa czołgi szwadronu były na częstotliwości pułkowej. Czołgi te miały po dwie radiostacje Nr 19. Z piechotą łączność radiową nawiązano w ten sposób, że szwadron 2 i 3 miały w czołgach dowódców zestrojone radiostacje Nr 19 z dowództwem piechoty. Łączność radiowa na radiostacjach wzór 38, w praktyce zawiodła. Również telefony czołgowe zamontowane na zewnątrz okazały się niepraktyczne z powodu niewłaściwego przeprowadzenia kabli i mało kto z nich korzystał. Oficerowie łącznikowi między dowódca odcinka 5 KDP i dowódca zgrupowania pancernego, oraz między szwadronami czołgów i dowódcami batalionów piechoty pracowali poruszając się pieszo. Scout-carów w ten rejon wprowadzić nie było można. Zawiodła łączność z nacierającą piechotą. Czołgi nie dostawały celi od piechoty, prośby zaś pod jej adresem szły drogą do tyłu, traciły więc dużo ze swej aktualności, na skutek zmian sytuacji. O ile współpraca piechoty z czołgami nie wyglądała tak, jak sobie tego życzyli dowódcy, trzeba to przypisać temu, że rzeczywiste tzw. ożenienie się piechoty z czołgami, nastąpiło na placu boju. Obie te bronie wyciągnęły z tej pierwszej, wspólnej akcji wnioski, które wykorzystano w dalszej kampanii na ziemi włoskiej. Czołg jest potęgą przez swą siłę ognia, którą należy w pełni wykorzystać, stwarzając odpowiednie ku temu warunki.

##### Zaopatrzenie
Zaopatrzenie pułku na początku działania Honker organizowane było na bazie logistyki dwóch dywizji piechoty, ze względu na przydział szwadronów czołgów. Z chwilą zmian rozkazów, zaopatrzenie całego pułku opierało się na bazie zaopatrzeniowej 3 DSK Cervaro-S.Michele. Pułk potworzył doraźne punkty zaopatrzenia, a to w Car-Parku, a potem u wylotu Cavendish Road. Dostarczanie amunicji, wody, ropy i żywności, bezpośrednio do samych czołgów, odbywało się własnymi Wilisami, oraz czołgami Stuart. Praca zaopatrywania była bardzo ciężka: droga od S.Michele na górę do czołgów pod ogniem artylerii nieprzyjaciela, ruch ujęty ściśle tabelami R.R. Wszystko to zmuszało żołnierzy do dużego wysiłku i poświęcenia.

##### Służba sanitarna
Oprócz pułkowego punktu opatrunkowego, na czas akcji został przydzielony WPO z 9 Lekkiej Kompanii Sanitarnej. Oba te punkty od nocy 11 na 12 maja znajdowały się w bezpośrednim pobliżu czołgów. Były to najbardziej wysunięte punkty opatrunkowe na tym odcinku. Mieściły się w schronie, pod czołgiem. Wszyscy lekarze pracujący na punktach byli w tej akcji ranni, a mimo to opatrywali dalej (dr Duma-Różycki, dr Bieżyński, dr Dudek). Pomagał im w pracy sanitarnej kapelan pułku o. Studziński, który w rejonie rozmieszczenia czołgów pełnił obowiązki duszpasterskie i sanitarne.

#### Struktura pułku w okresie walk
- dowództwo
- szwadron dowodzenia
- 1 szwadron
- 2 szwadron
- 3 szwadron

W dowództwie pułku znajdowały się 4 czołgi Sherman oraz 11 czołgów lekkich Stuart i scout-carów.
Każdy z trzech szwadronów pancernych składał się z pięciu plutonów, w których znajdowało się 16 czołgów średnich Sherman.

Pułk liczył 34 oficerów i 596 szeregowych.

Łącznie na uzbrojeniu pułku znajdowało się:
- 52 czołgi średnie Sherman III,
- 11 czołgów lekkich M3A3 Stuart V– 11,
- 12 samochodów opancerzonych Scout-car typu Daimler Dingo Mk. II,
- 4 transportery opancerzone M3A1 White.

#### Obsada etatowa
Dowództwo pułku
- dowódca pułku – ppłk Stanisław Gliński – /czołg 1./
- adiutant – kpt. Jerzy Orzeszko,
- zastępca dowódcy pułku – kpt. Władysław Iwanowski – /czołg 2./,
- czołg dowodzenia – st. sierż. pchor. Wiktor Gajlikowski – /czołg 3./,
- oficer bezp. – por. Anatol Mikliński – /czołg 4./,
- oficer inf. – ppor. Stanisław Kaczmarz.

Szwadron dowodzenia:
- d-ca szwadronu - kpt. Marian Rudnicki,
- z-ca d-cy szwadronu – por. inż. Marian Rudnicki,

szwadron rozpoznawczy:
- d-ca szwadronu – por. Witold Gołębiowski,
- d-cy plutonów – por. Kazimierz Ziomkowski, ppor. Zbigniew Domiszewski i ppor. Kazimierz Piątek,
- szef szwadronu – sierż. Bolesław Brzeżiński,

pluton łącznikowy
- dowódca – chor. Walenty Śliwiński
- oficerowie łącznikowi na Scout-carach – ppor. Jerzy Adlerstein, ppor. Zygmunt Stankiewicz i ppor. Kazimierz Grossman,

pluton tech.-gospodarczy
- dca – ppor. Henryk Janiszewski,

szef szwadronu dowodzenia – st.sierż. Czesław Pajchrowski.
1 szwadron
- dowódca szwadronu – por. Stefan Bortnowski
- zastępca dowódcy szwadronu – por. Tadeusz Siczek
- 2. zastępca szwadronu – ppor. Władysław Balon,
- dowódcy plutonów – ppor. Marian Krahelski, ppor. Leonid Fiedorczuk, ppor. Bolesław Szejniuk, ppor. Władysław Tylka, ppor. Tadeusz Bobak, – później – ppor. Władysław Antosewicz, ppor. Władysław Dzięciołowski, ppor. Stefan Pieczora, ppor. Piotr Roch Kalinowski,
- szef szwadronu – sierż. Maksymilian Sadko

2 szwadron
- dowódca szwadronu – kpt. Władysław Drelicharz
- zastępca dowódcy szwadronu – por. Edward Budzianowski
- dowódcy plutonów – por. Mieczysław Hopko, ppor. Leopold Żołnierski, ppor. Mieczysław Białkiewicz, ppor. Antoni Piłatowicz, ppor. Czesław Filmanowicz, ppor. Ludwik Kranas i ppor. Stanisław Szczytnicki, później ppor. Jan Lewak i ppor. Tomasz Połosa

3 szwadron
- dowódca szwadronu – kpt. Antoni Dzięciołowski
- zastępca dowódcy szwadronu – por. Tadeusz Trejdosiewicz
- dowódcy plutonów – ppor. Witold Besser, ppor. Jan Kochanowski, ppor. Ludomir Białecki, ppor. Stefan Makoochin, ppor. Romuald Fait, ppor. Bronisław Wojciechowski, ppor. Jerzy Lutowski, ppor. Stanisław Chmielowski Alfred Kornreich
- dowódca plutonu techniczno-gospodarczego – por. Wacław Włask
- szef szwadronu – sierż. Tadeusz Wołyński

pułkowa czołówka naprawcza /L.A.D…C/
- dowódca por. inż. Stanisław Bizański

pluton łączności
- dowódca ppor. Józef Jachowicz

kwatermistrzostwo
- kwatermistrz – por. Józef Czepul
- oficer techniczny – ppor. Stanisław Kleniewski
- lekarz pułkowy – ppor. dr Duma Różycki i ppor. Jan Dudek,
- oficer gospodarczy – chor. Tadeusz Piekiełko
- ks. kapelan – Adam Studziński

Przydzielony czasowo pluton zaopatrzenia z brygadowej kompanii zaopatrywania
- dowódca – por. Kazimierz Mittelstaedt

Przez pułk przeszło około 1000 żołnierzy różnych stopni.

### Dalsze walki pułku 1944-1945
Po zakończeniu walk o Monte Cassino pułk przeszedł na wypoczynek, gdzie dokonano uzupełnienia załóg, broni i sprzętu oraz naprawy uszkodzonego. 5 czerwca 1944 roku zmieniono nieco nazwę pułku zmieniając szyk nazwy.

#### Bitwa o Ankonę

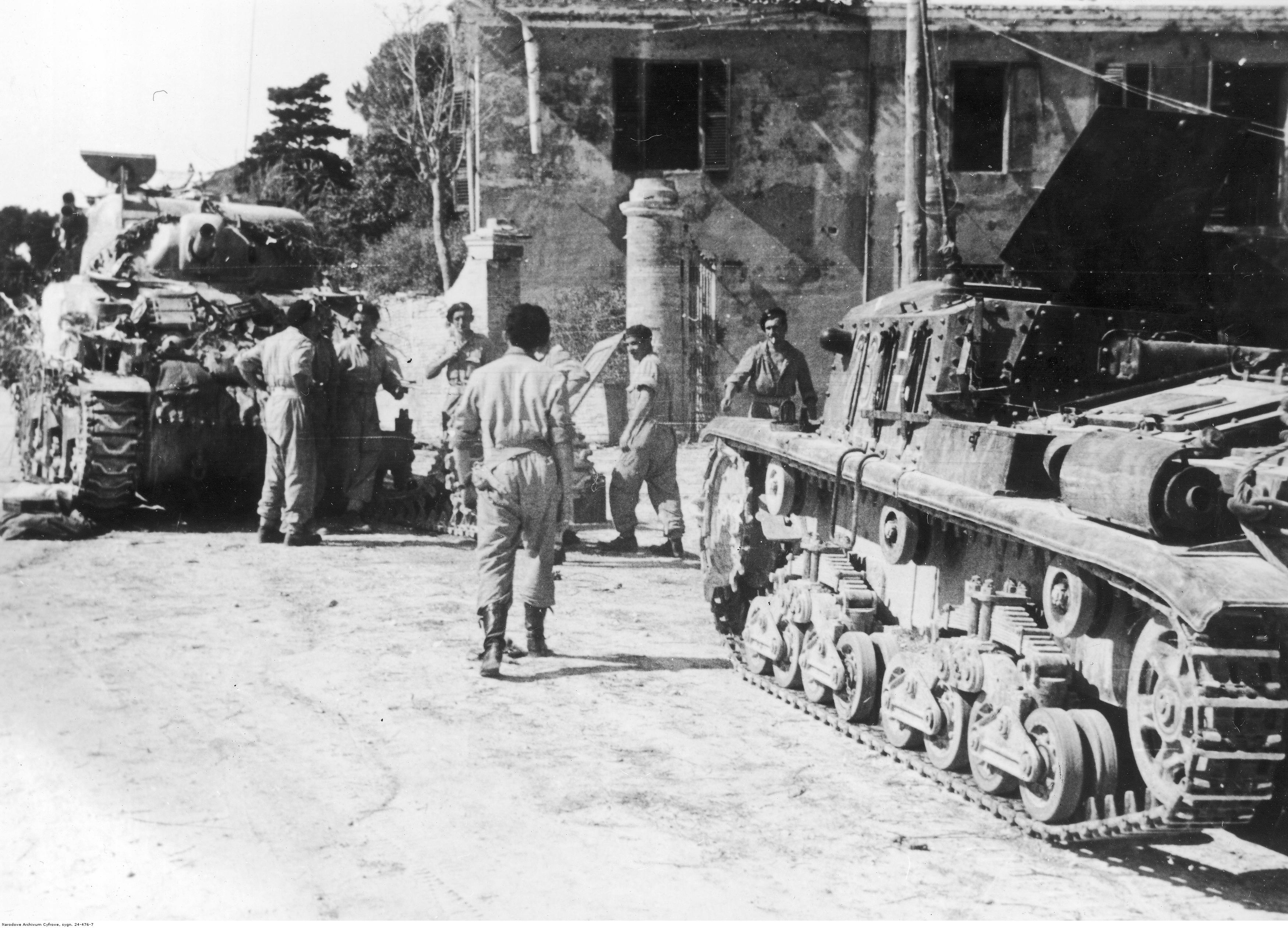
Uszkodzony czołg płk. Stanisława Glińskiego przed Ankoną

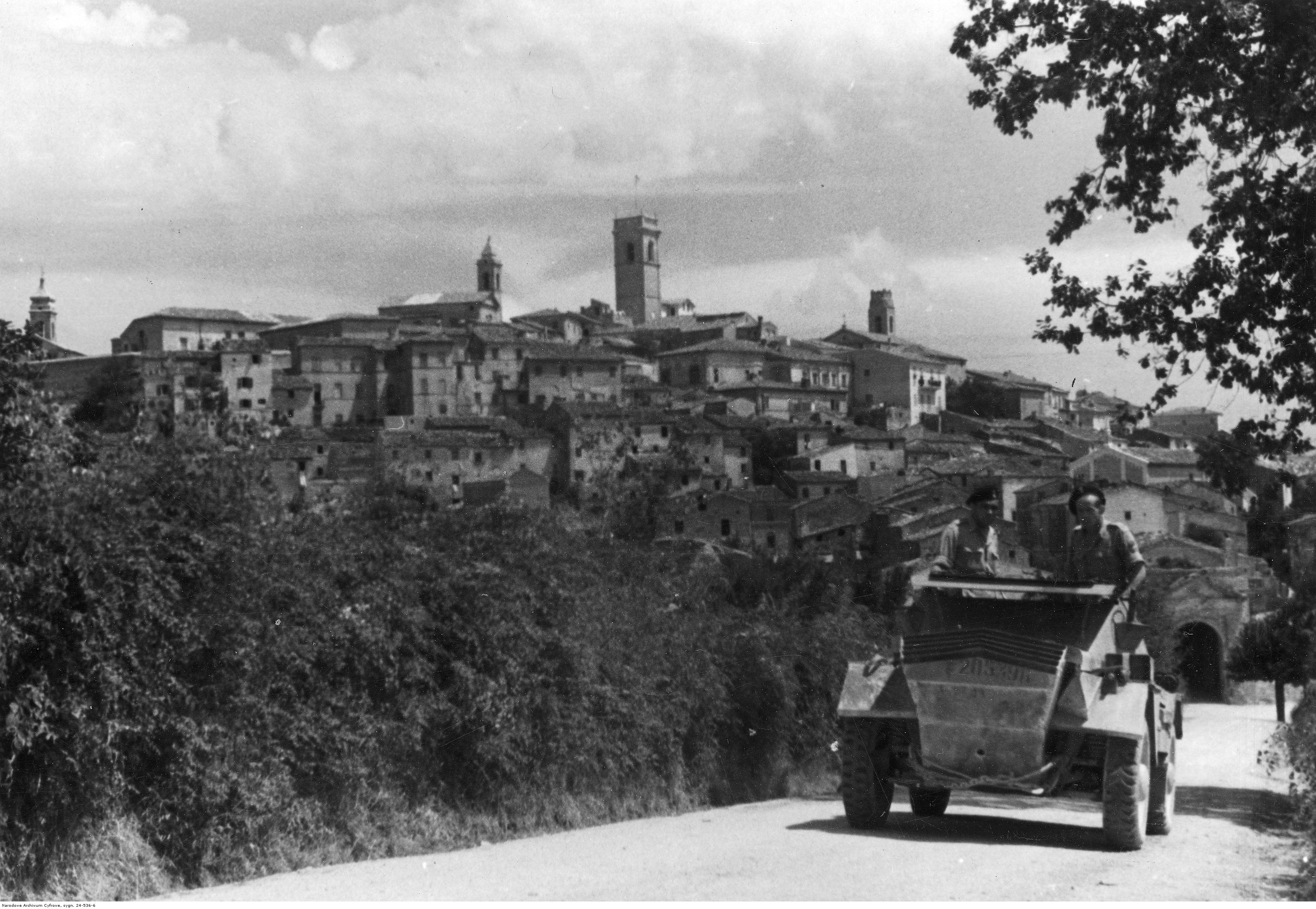
Samochód rozpoznawczy Daimler Scout Car (Dingo) z 4 ppanc „Skorpion”; Recanati (k. Ankony)

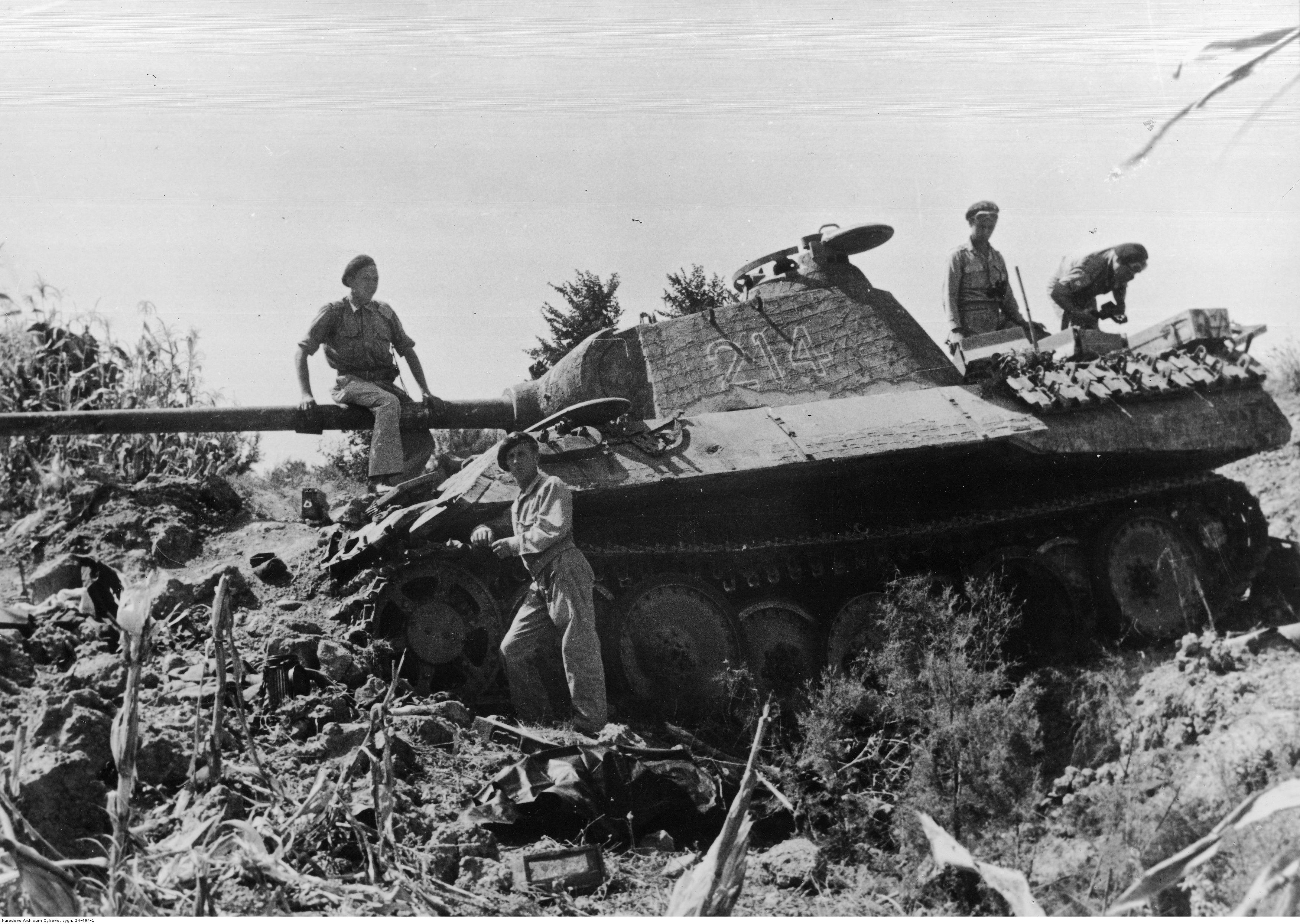
Walki 2 KP na Linii Gotów - niemiecki czołg Pantera zdobyty przez żołnierzy 4 ppanc „Skorpion”

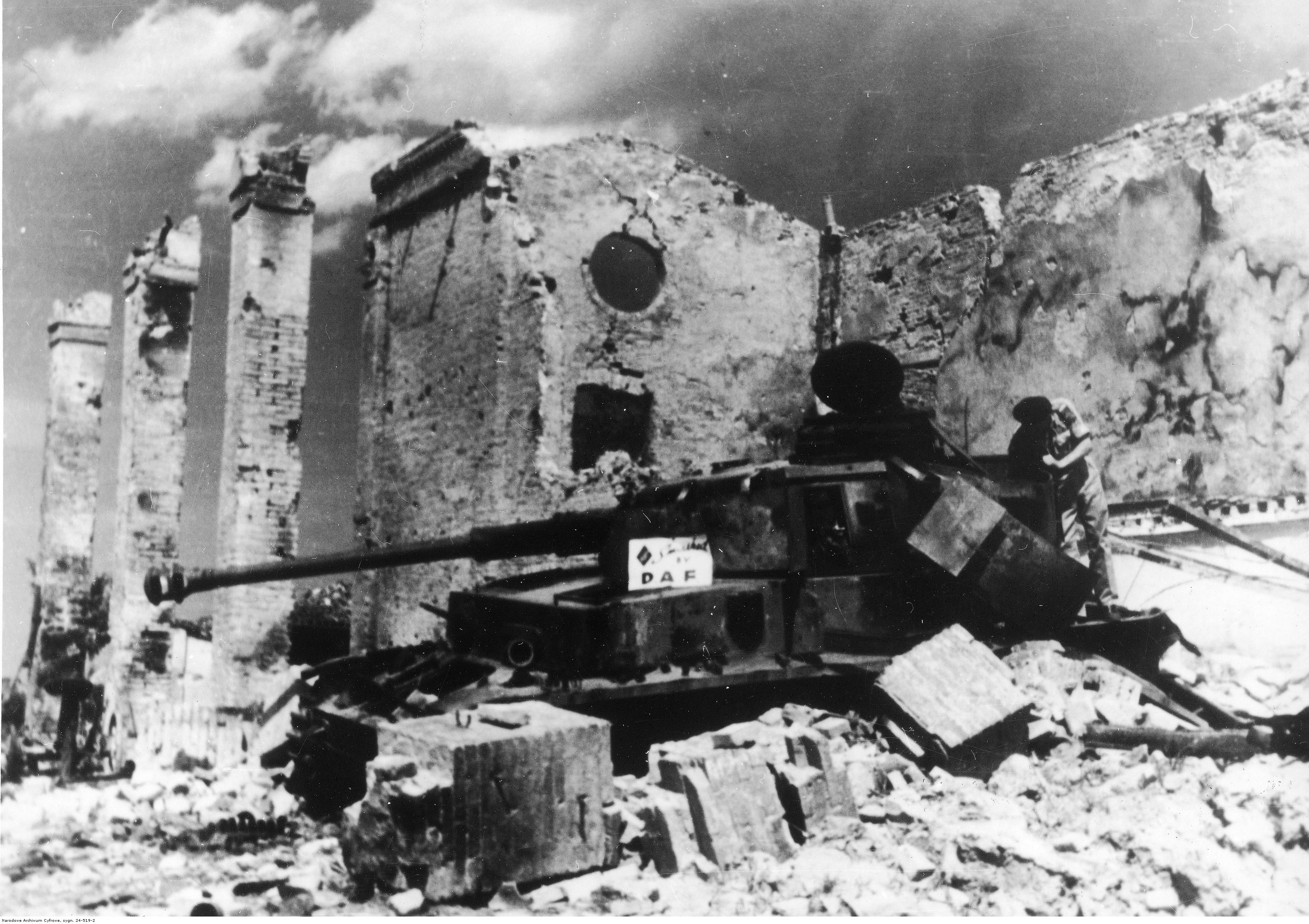
Czołg PzKpfw IV zniszczony przez 4 ppanc „Skorpion” wśród ruin budynków

21 czerwca Pułk 4 Pancerny wszedł ponownie do działań bojowych. 1 szwadron pancerniaków wszedł w skład Oddziału Wydzielonego 5 Kresowej Dywizji Piechoty, którego główną jednostką był 15 Pułk Ułanów Poznańskich. OW wraz z 1 szwadronem opanował San Biagio. Na przełomie czerwca i lipca 2 szwadron pancerny wspierał w walce 18 lwowski batalion strzelców w rejonie Monte San Giusto - Morovalle. W dniach 2 i 3 lipca 2 szwadron wspierał 18 batalion, który zajął w ciężkiej walce miejscowość Centofinestre. 1 szwadron walczył wraz 15 PUł. w rejonie Montaro oraz przy opanowaniu przyczółka na rzece Musone w pobliżu Casenuove. 6 lipca pułk 4 wspierał szwadronem 15 wileński batalion strzelców "Wilków" podczas walk na linii rzeki Musone w zdobyciu Montaro i Filottrano, Pomiędzy 7 a 16 lipca pancerni zostali wycofani na wypoczynek, uzupełnienie strat osobowych i sprzętu bojowego. Powołano nowego zastępcę dowódcy pułku rtm. Z. Sokołowskiego. Od 17 lipca poszczególne szwadrony wspierały; 3, 13 batalion "Rysiów", 1, 15 batalion "Wilków" i 2, 3 batalion strzelców karpackich w walkach o przełamanie nieprzyjacielskiej obrony i opanowanie wzg. San Stefano, miejscowości Paterniano, Offagna, wzg. 226. W dniu 18 lipca w walkach o zdobyto Palazzo Simonetti, Monte Sicuro, Pinocchio gdzie czołowy pluton 1 szwadronu dotarł do zachodniej części Ancony i nawiązał kontakt z Pułkiem Ułanów Karpackich. 19 lipca 2 szwadron pancerny wszedł w skład Oddziału Wydzielonego "A" płk. dypl. K. Stafieja mającego prowadzić pościg za uchodzącym nieprzyjacielem. Oddział prowadził pościg od rzeki Esino w trakcie jego pancerniacy ze znakiem "Skorpiona" zlikwidowali punkt oporu na wzgórzach w rejonie Ciambuttara biorąc do niewoli 40 jeńców, zatrzymując pościg 22 lipca przed rzeką Misa. W bitwie straty pułku to 6 poległych, 52 rannych i zniszczonych 7 czołgów Sherman. Po dniu 23 lipca Pułk 4 Pancerny przebywał na tyłach poza linią frontu, wypoczywając, uzupełniając stan osobowy i sprzęt bojowy, 12 sierpnia nastąpiła zmiana na stanowisku dowódcy pułku nowym dowódcą został ppłk dypl. Zbigniew Dudziński.

#### Od Ankony do rzeki Metauro
Od 16 sierpnia pancerniacy 4 pułku wspierali 6 Lwowską Brygadę Piechoty w natarciu poprzez rzekę Cesano, z uwagi na ulewne deszcze i zabagnione brzegi rzeki podjęli natarcie 18 sierpnia, 3 szwadronem przejściowo opanował wzg. 169, jednak z uwagi na kontrnatarcia wroga z udziałem broni pancernej poniósł straty. Ponowione nazajutrz natarcie doprowadziło do zdobycia przez 2 szwadron wraz z 18 lbs wzg. 171, natomiast z uwagi na opóźnienie 16 lwowskiego batalionu strzelców o godz. 14 wykonał samodzielne natarcie siłami czołgów 1 i 2 szwadronu pułku w kierunku wzg. 189 Il Vicinato zdobywając go, po wprowadzeniu do natarcia 3 szwadronu. Jednak od ognia niemieckiej broni pancernej ze wzg. 186 poniósł wysokie straty. Prowadzone dalsze natarcie wraz z 16 lbs doprowadziło do opanowania przeciwstoku wzg. 189 Il Vicinato i jego oczyszczenia, w wyniku walk zdobyto 2 działa samobieżne, a 4 zniszczono. 20 sierpnia do południa "Skorpiony" prowadziły walkę ogniową z nieprzyjacielem, ze startami własnymi, niszcząc czołg Panthera. Rozpoczęte po południu natarcie w kierunku wzgórz Monte Rosario z 1 i 2 szwadronem w I rzucie, 3 szwadronem i baterią samobieżną M-10 z 7 PAPpanc. w II rzucie doprowadziło w zaciętych walkach do opanowania wzgórza wspólnie z 17 lwowskim batalionem strzelców i 1 szwadronem Pułku 6 Pancernego. Zdobyto działo samobieżne i 2 transportery opancerzone, zniszczono czołg i transporter opancerzony. Szturmujące szwadrony I rzutu obsadziły wzg. 169, natomiast pododdziały II rzutowe Monte Rosario przechodząc do obrony. W trakcie ostatnich walk poległo 6 żołnierzy, 23 zostało rannych utracono jako zniszczonych 5 Shermanów. 21 sierpnia 3 szwadronem wraz baterią M-10 wspierał część 17 lbs w natarciu w kierunku M.S. Giovanni i wzg. 215 pokonując pola minowe i inne przeszkody terenowe. Następnie od 22 sierpnia pułk przebywał w II rzucie bez styczności z nieprzyjacielem po czym został wycofany poza strefę frontową i przebywał na odpoczynku, urlopach, przyjął uzupełnienia stanu osobowego i sprzętu pancernego oraz prowadził szkolenie.

#### Walki w Apeninach Emiliańskich
22 września 1944 roku Pułk 4 Pancerny został skierowany w strefę frontową i podporządkowany 5 KDP z zadaniem przełamania niemieckiej obrony w trudnym terenie górskim w Apeninach Emiliańskich i wyjścia w dolinę rzeki Pad. Jako zgrupowanie uderzeniowe została wyznaczona 5 Wileńska Brygada Piechoty wzmocniona 1 szwadronem pancernym. Z uwagi na górski teren, opady deszczu i śniegu, skromną infrastrukturę dróg, rozmokły i bagnisty teren w dolinach, niemożliwe było użycie większych oddziałów pancernych. 18 października 1 szwadron wspólnie z 13 wbs "Rysie" opanował miasto Santa Sofia. Czołgi poruszały się głównie dolinami i po drogach, wspierając piechotę również ogniem na otaczających pasmach górskich. Zajęto wspólnie ze strzelcami wileńskimi Monte Marsicano, rejon San Zeno, ogniem wspierano walki o wzgórza Calle Fontaine, Monte Caalcinari i Monte Altaccacio. Od 23 października do 10 listopada 1 szwadron wspierał 6 Lwowską Brygadą Piechoty, która zmieniła 5 WBP w I rzucie, pozostała część pułku pancernego przemieszczała się jako odwód dywizji pokonując trudny teren. 11 listopada 1 szwadron podjął natarcie w kierunku Santa Marina in Particeto, wspierał 17 lbs podczas walk o zdobycie wzg. 642 oraz Monte Colombo. Udzielał wsparcia w prowadzeniu walki strzelców lwowskich o okoliczne przedmioty terenowe, przekroczył częścią sił rzekę Rabbi, gdzie na skutek intensywnych opadów deszczu i powodzi został odcięty. 2 szwadron od 10 listopada został przydzielony do 3 DSK, od 17 listopada wspierał bezpośrednio ogniem 4 batalion strzelców karpackich w natarciu na Fattoria i Monte Fortino. Strzelcy karpaccy po zdobyciu przedmiotów terenowych, nie zdołali ich utrzymać, z uwagi na kontratak grenadierów pancernych z 26 DPanc. Do odzyskania utraconych pozycji wyznaczono 2 Brygadę Strzelców Karpackich z przydzieloną m.in. częścią Pułku 4 Pancernego. Jako czołowy pododdział prowadziły natarcie czołgi 2 szwadronu pancernego. Natarcie czołgów miało przechodzić poprzez grzbiety gór. 21 listopada 2 szwadron z baterią samobieżną M-10 z II/7 PAPpanc. z podstaw wyjściowych w M. Converselle rozpoczął natarcie, o świcie przechodząc w rejon zajęty przez 4 bsk. Batalion karpacki zaległ przed M. Fortino, wsparcie ogniowe i manewr szwadronu "Skorpionów" umożliwiły mu wykonanie zadania. Następnie 2 szwadron wspierał w natarciu 5 bsk w kierunku Casa dell Ficci. Natarcie piechoty wobec zablokowania drogi zniszczonymi czołgami wspierano ogniem z miejsca z rejonu Casa Collina, aż do wyczerpania amunicji. W natarciu tym 2 szwadron poniósł ciężkie straty, w tym dowódcę szwadronu kpt. Władysława Drelicharza. 22 listopada wobec nieprzejezdności i zatłoczenia dróg usiłowano podciągnąć do I rzutu 3 szwadron pancerny. 23 listopada jedynie ogniem z miejsca 3 szwadron wraz z baterią M-10 wspierał 1 bsk w natarciu na wzg. Monte Ricci, w godzinach popołudniowych zajął stanowiska obronne na zdobytym przez strzelców karpackim wzgórzu i wsi Caviana. Planowane nazajutrz natarcie 1 i 3 szwadronów z uwagi na wycofanie się obrony niemieckiej odwołano. 25 i 26 listopada trwało wyciąganie z trudnego terenu wozów bojowych i koncentracja pułku, poza własnymi liniami obrony. W trakcie walk poległo 4 żołnierzy, 8 zostało rannych, a zniszczone zostały 2 Shermany. W okresie od grudnia 1944 roku do stycznia 1945 roku pułk przebywał na wypoczynku. Wydzielono z niego kadrę kilkunastu oficerów i szeregowych dla wsparcia formowanej 3 Wielkopolskiej Brygady Pancernej, jednocześnie przybyło w styczniu 1945 r. uzupełnienie Polaków jeńców i dezerterów z armii niemieckiej.

#### Bitwa o Bolonię

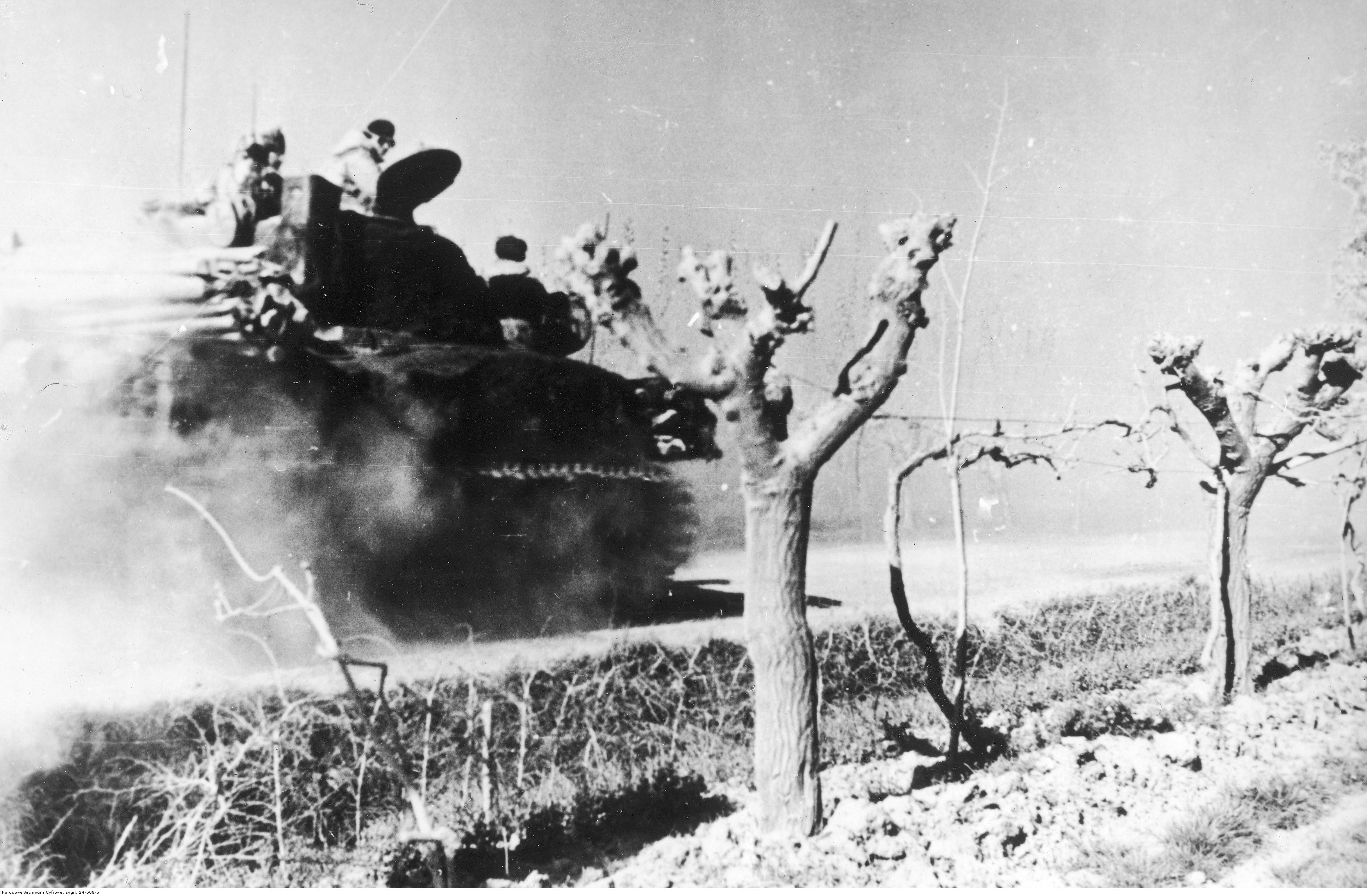
Czołgi M4 Sherman z 4 ppanc „Skorpion” udają się do akcji nad rzeką Senio

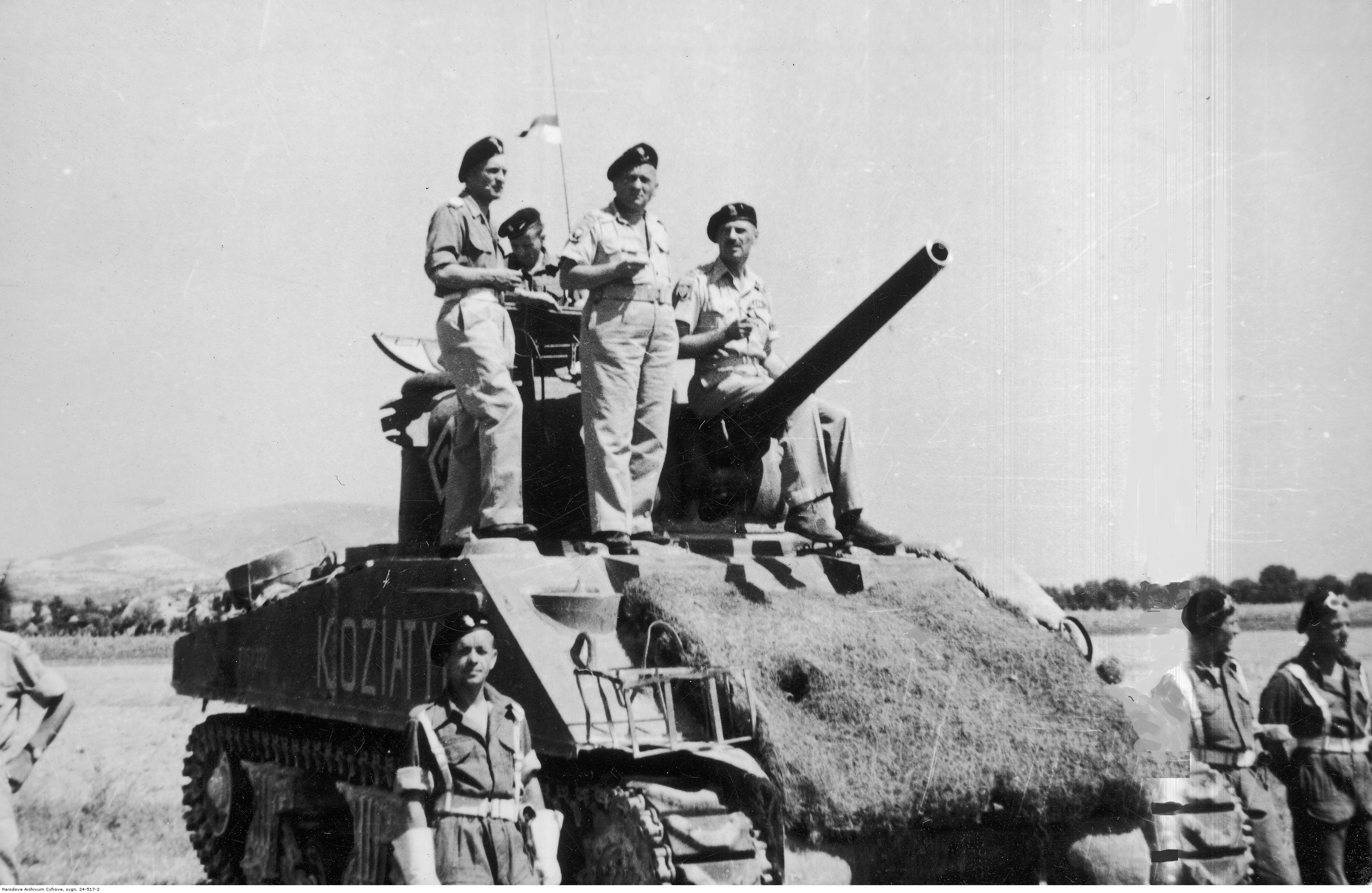
Żołnierze 2 Korpusu Polskiego po bitwie o Bolonię - generałowie Władysław Anders (1. z prawej) i Bronisław Rakowski (2. z prawej) na wieży czołgu M4 Sherman

W okresie od 6 stycznia do 9 lutego 1 szwadron współdziałał z 5 KDP w obronie odcinka nad rzeką Senio. Pod koniec lutego przybyło do pułku uzupełnienie sprzętu: czołgi Sherman IB (hb 105), Sherman IC (Firefly). Podczas bitwy o Bolonię pułk działał w składzie macierzystej 2 BPanc. wchodzącej w skład Grupy "Rak", do 16 kwietnia Pułk 4 Pancerny przebywał w odwodzie grupy. 16 kwietnia w godzinach popołudniowych nad kanałem di Medicina zluzował bratni Pułk 6 Pancerny. W natarciu w dniach 17 i 18 kwietnia czołgi "Skorpionów" wspierała wzmocniona kompania 13 wbs "Rysiów" poruszająca się na Carrierach. W prowadzonym natarciu pułk doszedł do rzeki Gaiana, 19 kwietnia usiłował wraz ze strzelcami wileńskimi uchwycić przyczółek na rzece. Dopiero atak wykonany na pełnej prędkości przez zaskoczenie w miejscowości Zambonini na most przez pluton 1 szwadronu pozwolił na uchwycenie przyczółka przez 1 szwadron. Pomimo ognia artylerii i kontrataków spadochroniarzy niemieckiej 1 DSpad. przyczółek został utrzymany przy wsparciu części batalionu "Rysiów" i 1 kompanii 2 batalionu komandosów. Dalsze natarcie z przyczółka podjął 2 szwadron próbując sforsować kanał Fossatone, lecz wobec silnej niemieckiej obrony ppanc. i przy dużych stratach natarcie załamało się. Ponownie natarcie podjął wprowadzony z odwodu 3 szwadron przy udziale artylerii i czołgów z 4 i 6 pułków z haubicami 105 mm. Wieczorem przy udziale komandosów z 2 batalionu, strzelców lwowskich z 18 batalionu pułk 4 sforsował kanał i utworzył przyczółek. 20 kwietnia 1945 roku taktyczna grupa bojowa 4 pułku w składzie czołgów "Skorpionów", 18 lbs i części 2 batalionu komandosów osiągnęła kanał i rzekę Quaderna, przy wsparciu lotnictwa dokonała jej forsowania, a następnie wieczorem osiągnęła rubież rzeki Idice, przechodząc do obrony. 21 kwietnia wraz z przydzielonymi komandosami Pułk 4 Pancerny sforsował Idice i podjął pościg za uchodzącym wrogiem. Tego dnia "Skorpiony" otrzymały rozkaz wstrzymania dalszych działań. Straty pułku w bitwie o Bolonię, to 6 zabitych i spalonych 37 rannych i 6 zniszczonych Shermanów.

## Pułk po wojnie 1945-1947
Po zakończeniu działań bojowych we Włoszech "Skorpiony" stacjonowali w Potenza Picena, 15 lipca 1945 roku brał udział w defiladzie 2 Warszawskiej Dywizji Pancernej na lotnisku w Loreto. 30 października 1945 roku odszedł z dowodzenia pułkiem ppłk dypl. Z. Dudziński. 4 lipca 1946 pułk odbył ostatnie ćwiczenia ze sprzętem, który zdał 10 lipca 1946 stronie brytyjskiej. Pułk został przetransportowany do Wielkiej Brytanii, 17 sierpnia 1946 roku przybył do obozu Duncombe Park. 12 marca 1947 roku Pułk 4 Pancerny "Scorpion" został rozformowany, a żołnierze stopniowo zdemobilizowani.

## "Skorpiony"

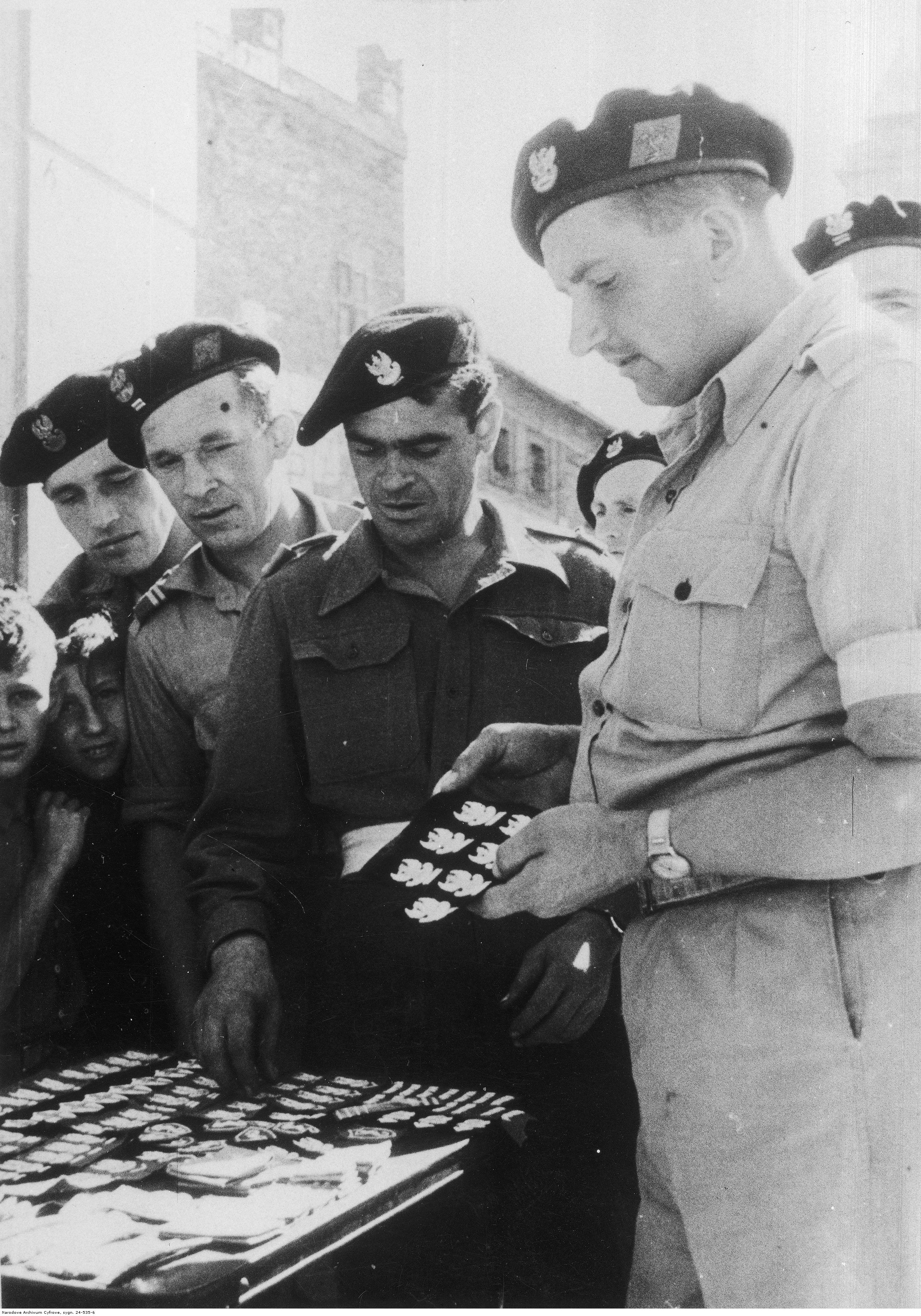
Żołnierze 4 ppanc pobierają nowe orły wojskowe, oznaki rozpoznawcze i specjalne 2 Korpusu Polskiego

### Dowództwo pułku

#### Dowódcy pułku
- kpt. Bronisław Rafalski – (15 I-1 VI 1942)
- mjr Stanisław Szostak – (VIII 1942)
- mjr Stanisław Gliński – (do 10 VII 1944)
- ppłk dypl. Zbigniew Dudziński – (do 21 IX 1945) → szef sztabu 1 DPanc[12]
- płk Ignacy Kowalczewski – (10 I - XI 1946)
- mjr Marian Karpiński – do rozwiązania (do IV 1947)

#### zastępcy dowódcy pułku
- kpt. Bronisław Rafalski (do XI 1942[13])

- kpt. Władysław Iwanowski (do +18 V 1944)
- mjr Feliks Motyka (19 - 23 V 1944)
- rtm./mjr Zygmunt Sokołowski

#### adiutanci pułku
- por./kpt. Jerzy Orzeszko
- por. Anatol Mikliński

#### dowódcy szwadronów (kompanii)

##### dowodzenia
- kpt. J. Żymierski[14]
- kpt. Jan Piotr Przybyłowicz[15]
- kpt. Władysław Samira[16]

- kpt. Marian Rudnicki[16]
- por./kpt. Czesław Konopacki[17]

##### - oddział (szwadron) rozpoznawczy
- por. Witold Gołębiowski[16]

- ppor. Jerzy Adlerstein[17]
- por. Mieczysław Hopko[18]
- por. Czesław Filmanowicz[19]

##### 1 szwadron
- kpt. M. Kosiewicz[14]
- kpt. Wincenty Iwanowski[20]
- por. Stefan Bortnowski (do +18 V 1944)
- kpt. Marian Rudnicki (od 19 V 1944)

##### 2 szwadron
- kpt. Pisz[14]
- kpt. Władysław Drelicharz (do +21 XI 1944)
- por./rtm. Edward Budzianowski (od 21 XI 1944[21])

##### 3 szwadron
- kpt. Antoni Dzięciołowski (do 27 XII 1944[22])
- por. Tadeusz Trejdosiewicz[21]
- por. Zygmunt Szepett (od III 1945)[19]

Odznaczeni Krzyżem Złotym Orderu Virtuti Militari
- kpt. Władysław Drelicharz

Odznaczeni Krzyżem Srebrnym Orderu Virtuti Militari
por. Adlerstein Jerzy
ppor. Antosewicz Tadeusz
por. Balon Władysław
ppor. Beser Wiktor
ppor. Białkiewicz Mieczysław
ppor. Białecki Ludomir
rtm. Budzianowski Edward
st.panc. Bąk Wincenty
rtm. Barcicki Zygmunt
kpr. Barbarowicz Konstanty
ppor. Bobak Tadeusz
por. Bortnowski Stefan
ppor. Chmielowski Stanisław
st. panc. Domański Zygmunt
kpt. Drelicharz Władysław
por. lek. Dudek Jan
ppłk dypl Dudziński Zbigniew
mjr Dzięciołowski Antoni
ppor. Dzięciolowski Władysław
por. Fait Romuald
ppor. Fiedoruk Leonid
por. Filmanowicz Czesław
kpr. Fleszak Jan
ppor. Gajdur Władysław
kpr. pchor. Gollcz Leszek
kpr. Gromala Tadeusz
st.panc. Hejna Konrad
por. Hopko Mieczysław
kpt. Iwanowski Władysław
st.panc. Jankowski Stanisław
rtm. Józefowski Bohdan
por. Kochanowski Jan
ppor. Krahelski Marian
panc. Krzemiński Roman
ppor. Lutowski Jerzy
st.sierż. Maćkowiak Piotr
kpr. Majewski Kazimierz
plut. Małys Tadeusz
mjr Matykiewicz Jerzy
ppor. Matysiak Henryk
st. panc. Pilewicz Eugeniusz
por. Piłatowicz Antoni
mjr Rudnicki Marian
plut. Sikorski Aleksander
mjr Sokołowski Zygmunt
ppor. Starostecki Zdzisław
ks.kap. Adam Studziński
por. Szepett Zygmunt
por. Szczytnicki Stanisław
kpr. Szermanowicz Zygmunt
sierż. Świątek Tadeusz
kpr. Wąsowski. Edward
ppor. Wojciechowski Bronisław
kpr. Ząbek Czesław
por. Żołnierczyk Leopold

## Symbole pułkowe
Sztandar

Oznaka rozpoznawcza 2 WBPanc

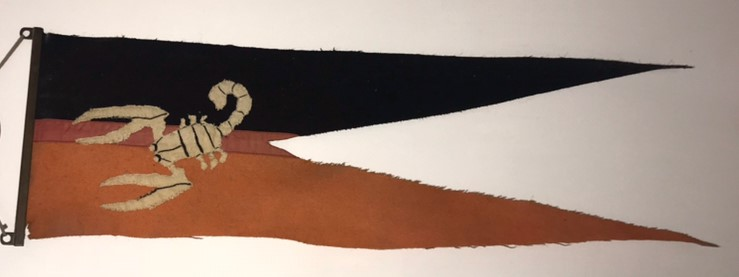
Tego typu proporczyki posiadał pułk, ten egzemplarz jest z czołgu ppor. Henryka Janiszewskego

Proporczyk pułku

Pułk otrzymał sztandar 15 października 1967 w Londynie w 25 rocznicę powstania pułku. Jest on repliką przedwojennego sztandaru 4 Batalionu Pancernego z Brześcia n. Bugiem. Ufundowali go byli żołnierze batalionu. Sztandar wręczył gen. Andres. W tym też dniu udekorowany został orderem Virtuti Militari.
Na prawej stronie sztandaru znajduje się:
- w środku krzyża kawalerskiego na czerwonym tle – orzeł państwowy haftowany srebrem i złotem w wieńcu laurowym.
- na białych polach płatu: w prawym górnym i lewym dolnym cyfra 4, w prawym dolnym „Skorpion”, a w lewym górnym ramię pancerne 2 Dywizji Pancernej.

Lewa strona sztandaru zawiera:
- w prawym górnym rogu płatu – wizerunek Matki Boskiej Kodeńskiej
- w lewym górnym rogu – wizerunek św. Michała
- w prawym dolnym rogu – herby Brześcia i Polesia
- w lewym dolnym rogu – odznaki pamiątkowe 4 bpanc i 4 ppanc
- w środku krzyża kawalerskiego napis: "HONOR I OJCZYZNA"

Na podstawie orła – srebrny znak pancerny
Na wstędze sztandaru widnieje napis: "Jedyna siła spoczywa w naszym ręku pomocy Bożej." Kircholm 27.IX.1605 r."
Sztandar (2010) znajduje się w Instytucie Polskim i Muzeum im. gen. Sikorskiego.
Odznaka pamiątkowa
Zatwierdzona została 10 maja 1946 rozkazem dowódcy 2 Korpusu Nr 59/46 pkt 324. Projekt płk. Kowalczewskiego wykonał artysta rzeźbiarz kpt. Ludwik Kuźniarz. Odznaka przedstawiała Krzyż Monte Cassino emaliowany na czarno, na środku nałożony srebrny skorpion głową w dół. Wymiary 42 × 42 mm, wykonanie picchiani, barllacchi- Frienze.
Proporczyk

Proporczyki kroju kawaleryjskiego czarno-pomarańczowe z pąsowym paskiem przez środek i nałożonym skorpionem z białego metalu; na berecie po lewej stronie skorpion z białego metalu (haftowany srebrną nitką u oficerów) na pąsowym sukiennym podkładzie w kształcie rombu.
Marsz pułkowy: "Gdy grają motory"

Słowa i melodię skomponował w 1942 w Karabałt kpr. Władysław Gryksztas.
W nas husarii płynie krew rycerska
W stal hartowany honor nasz
Nam praojców dana cześć żołnierska
My narodu przednia straż
Los tułactwa daje nam tradycję
Legionów ścieląc szlak
Świat przemierzym gąsienicą
Glorią wsławim orli znak.
Gdy grają motory
Pancernych płynie raźniej krew
Gdy grają motory
Pancernych brzmi bojowy śpiew.
Gdy grają motory,
Stalowych smoków sunie rój
W ten ostatni z Krzyżakami
Nasz śmiertelny bój.
Pasek na rękawie – czerwony
Święto pułkowe obchodzono 18 maja, w rocznicę zdobycia Monte Cassino.

## Czołgi pułku
Oznakowanie czołgów

W pułku, z lewej i prawej strony wieży, malowano czerwone figury geometryczne:
- szwadron dowodzenia – romb;
- 1 szwadron – trójkąt;
- 2 szwadron – kwadrat;
- 3 szwadron – koło/okrąg.

Część wozów pułku, w polu znaku rozpoznawczego, miała namalowanego czarnego skorpiona.
Typy czołgów

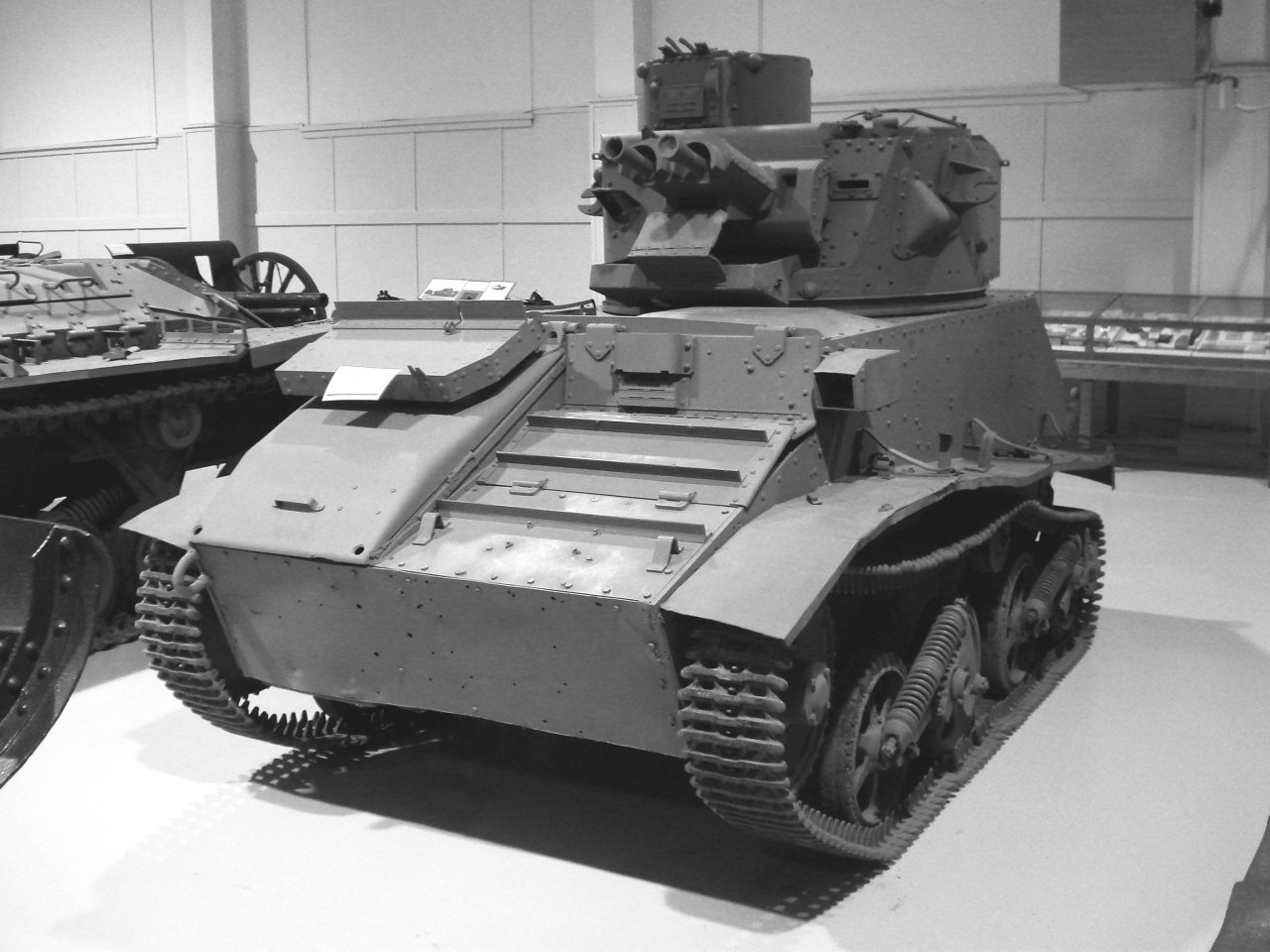
Tank, Light, Mk VI – czołgi szkoleniowe
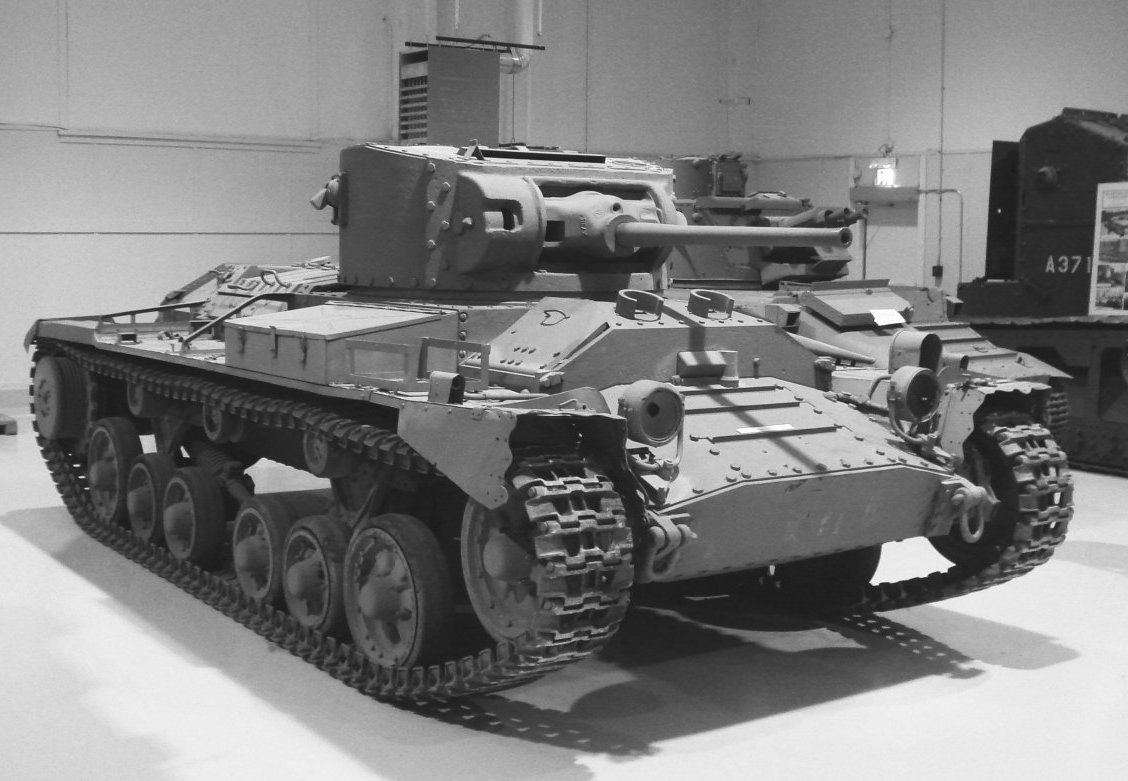
Mk III Valentine – czołgi batalionu w 1943
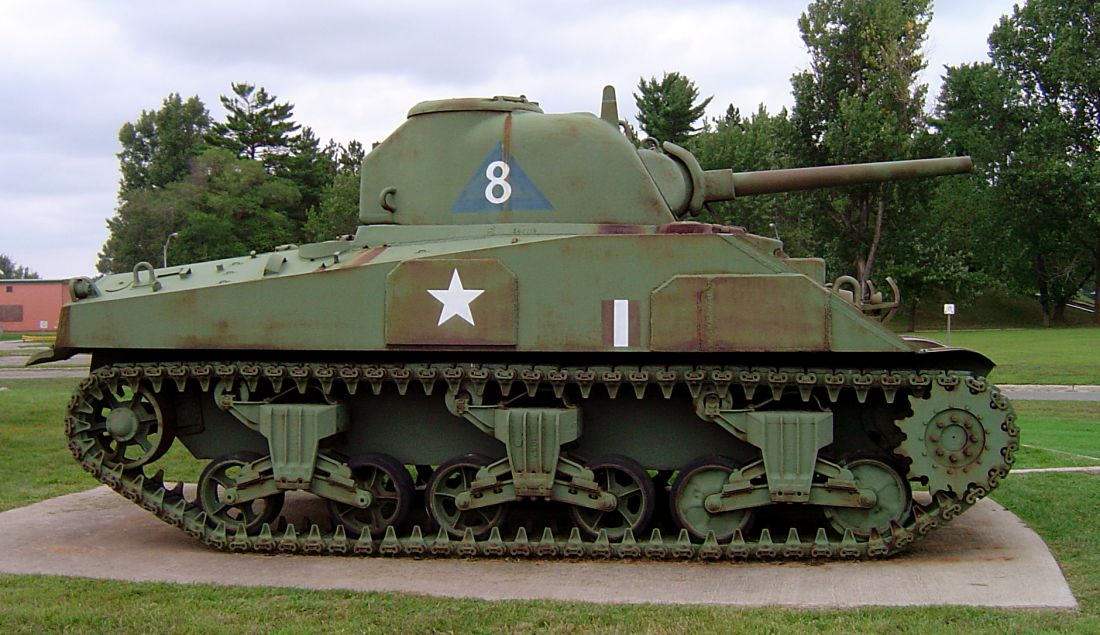
Sherman